# 真弓山
真弓山（まゆみやま）は、茨城県常陸太田市と日立市にまたがる標高305 mの山。

## 概要
常陸五山（他に東金砂山、西金砂山、竪破山、花園山）のひとつで、山岳信仰の聖地とされる。阿武隈高地の最南部にあたる多賀山地のさらに南部に位置しており関東平野の東北端と接する。多賀山地南部主峰の高鈴山から南側に伸びる主稜線に連なる山で、山域の多くが高鈴県立自然公園内にある。

真弓山の山頂とされる位置は各資料や現地表示にばらつきがあり明確でない。1983年発刊の茨城新聞社「茨城の山と渓谷」には真弓神社北西1.4km程にある三角点峰を山頂とし、日立市公式ハイキングマップでは風神山から高鈴山に伸びる縦走路直近の小ピークに山頂表記がある。また「山と渓谷オンライン」ウェブサイトや「ヤマレコ」「YAMAP」といった登山アプリでは後述の真弓神社が鎮座する箇所が山頂と案内されている。

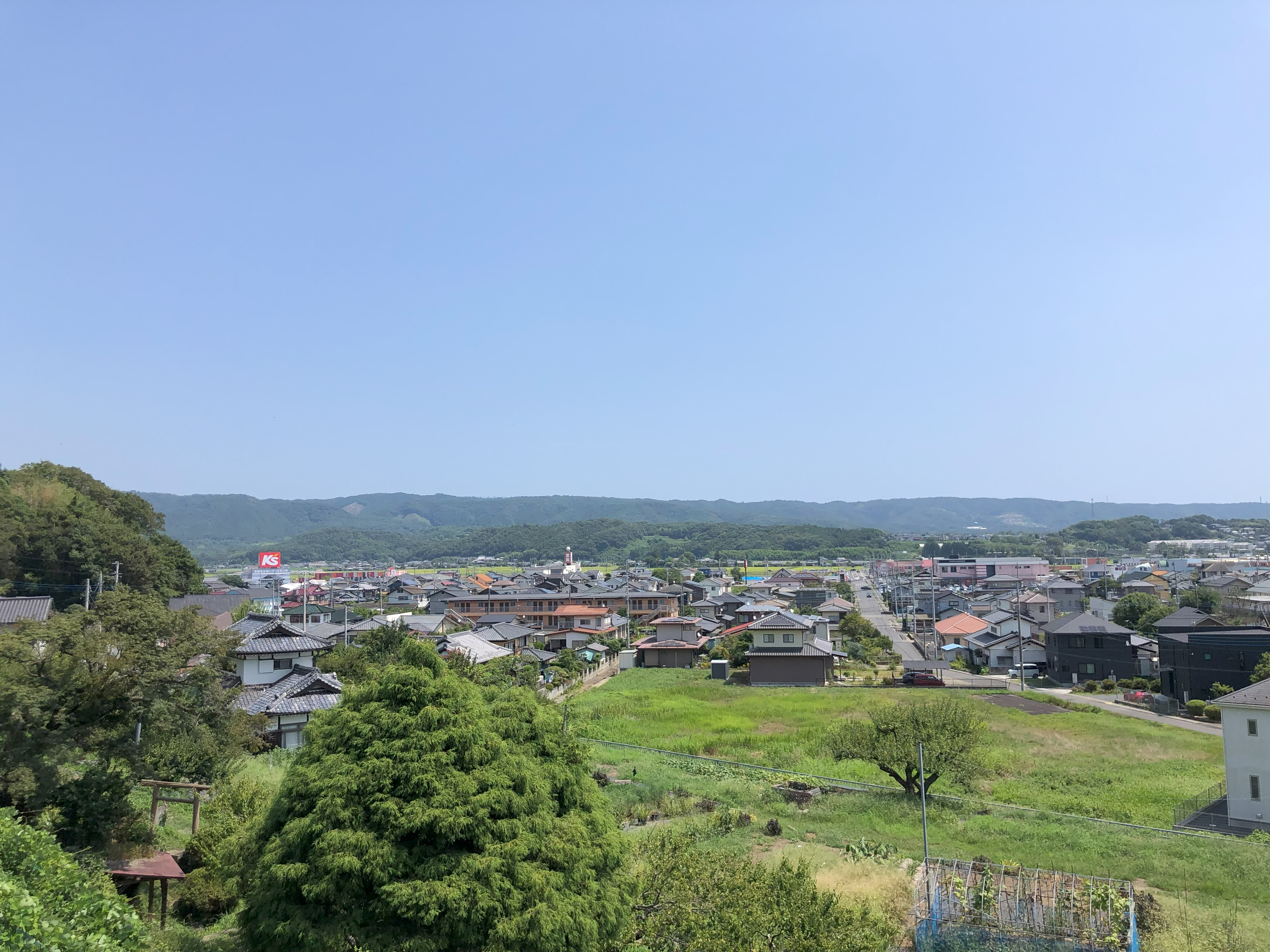
景勝地「水戸八景”太田落雁”」から望む真弓山
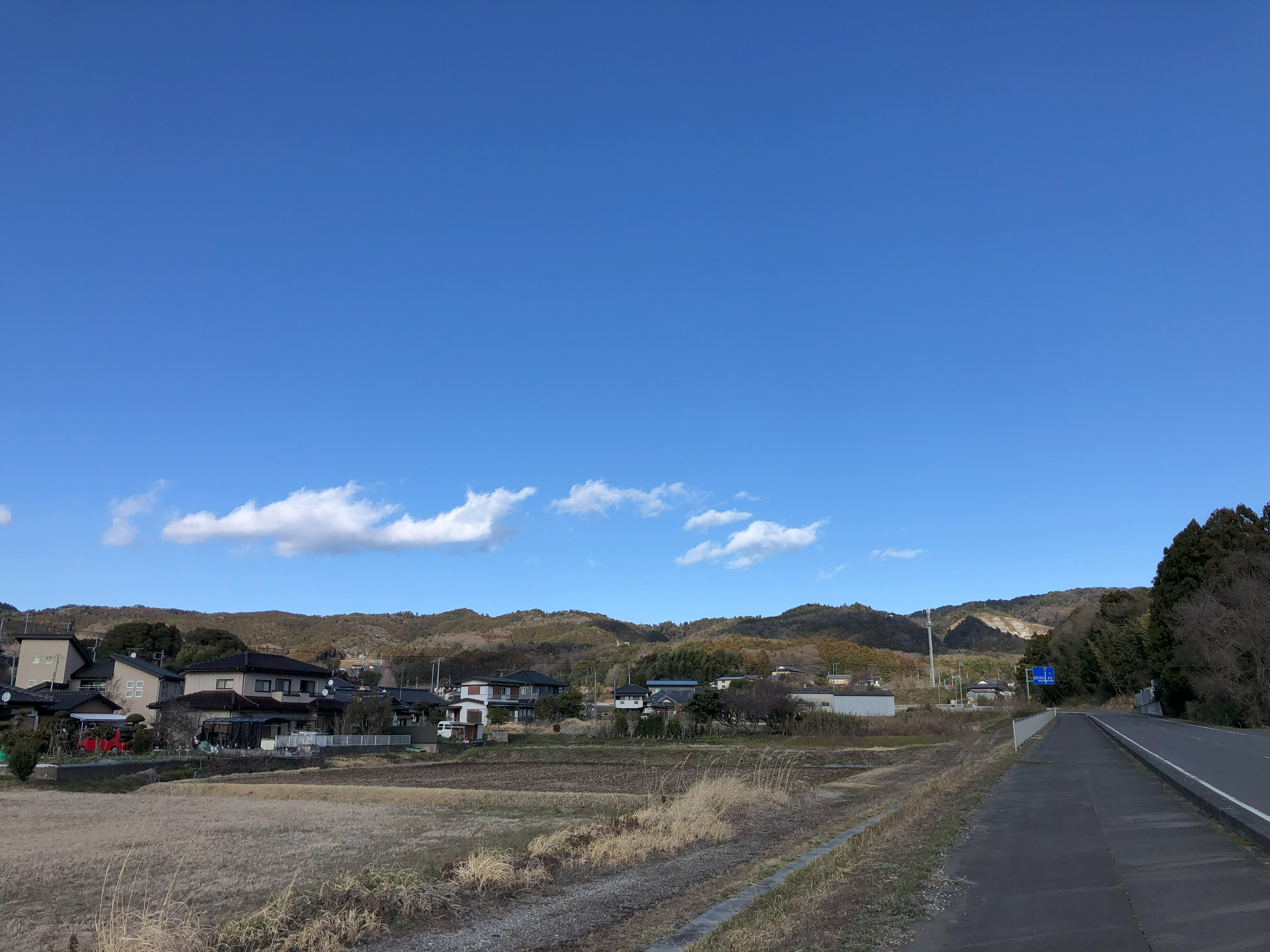
常陸太田市亀作町　新県道61号上から望む真弓山
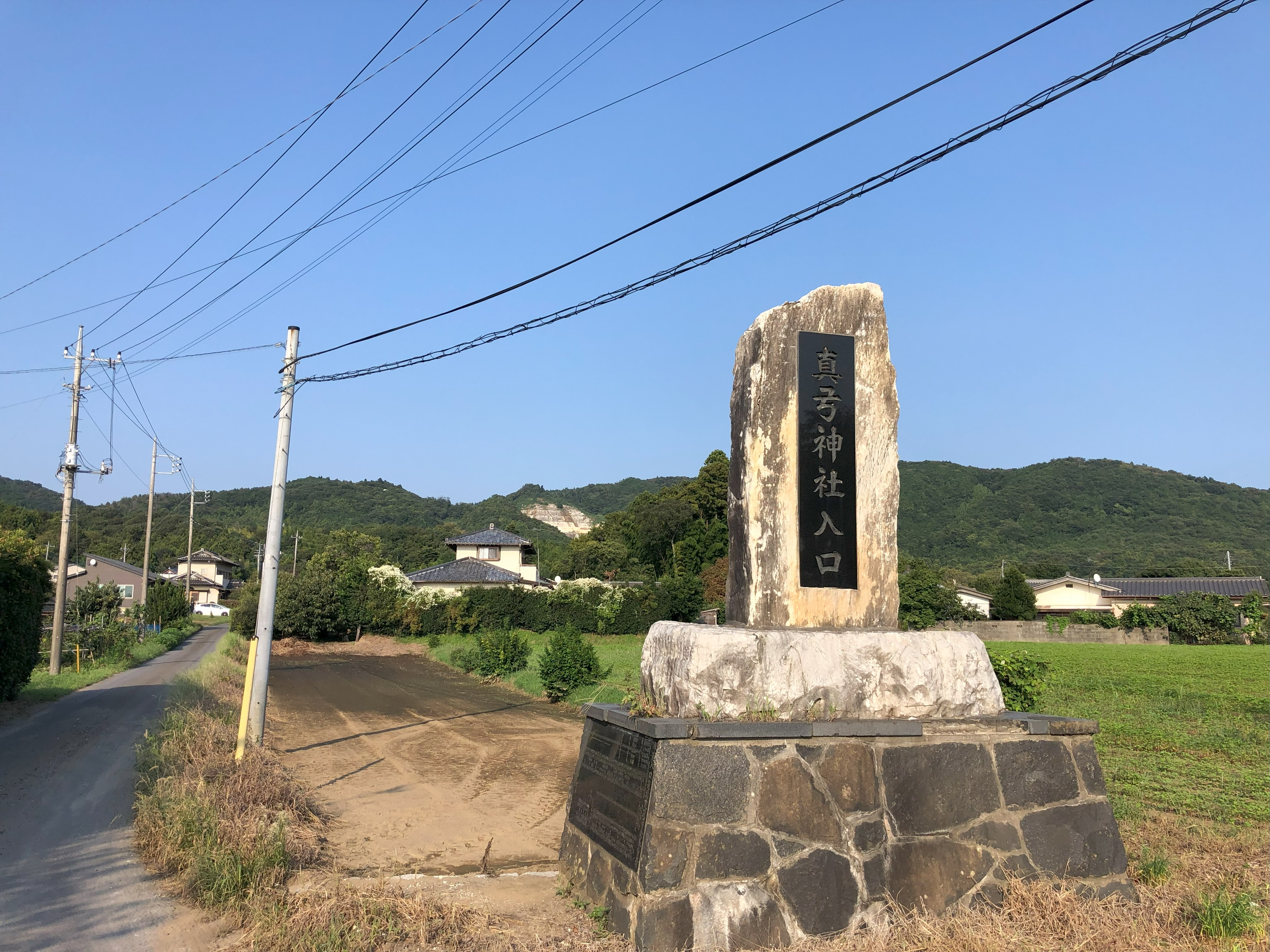
西参道(裏参道)入口から望む真弓山
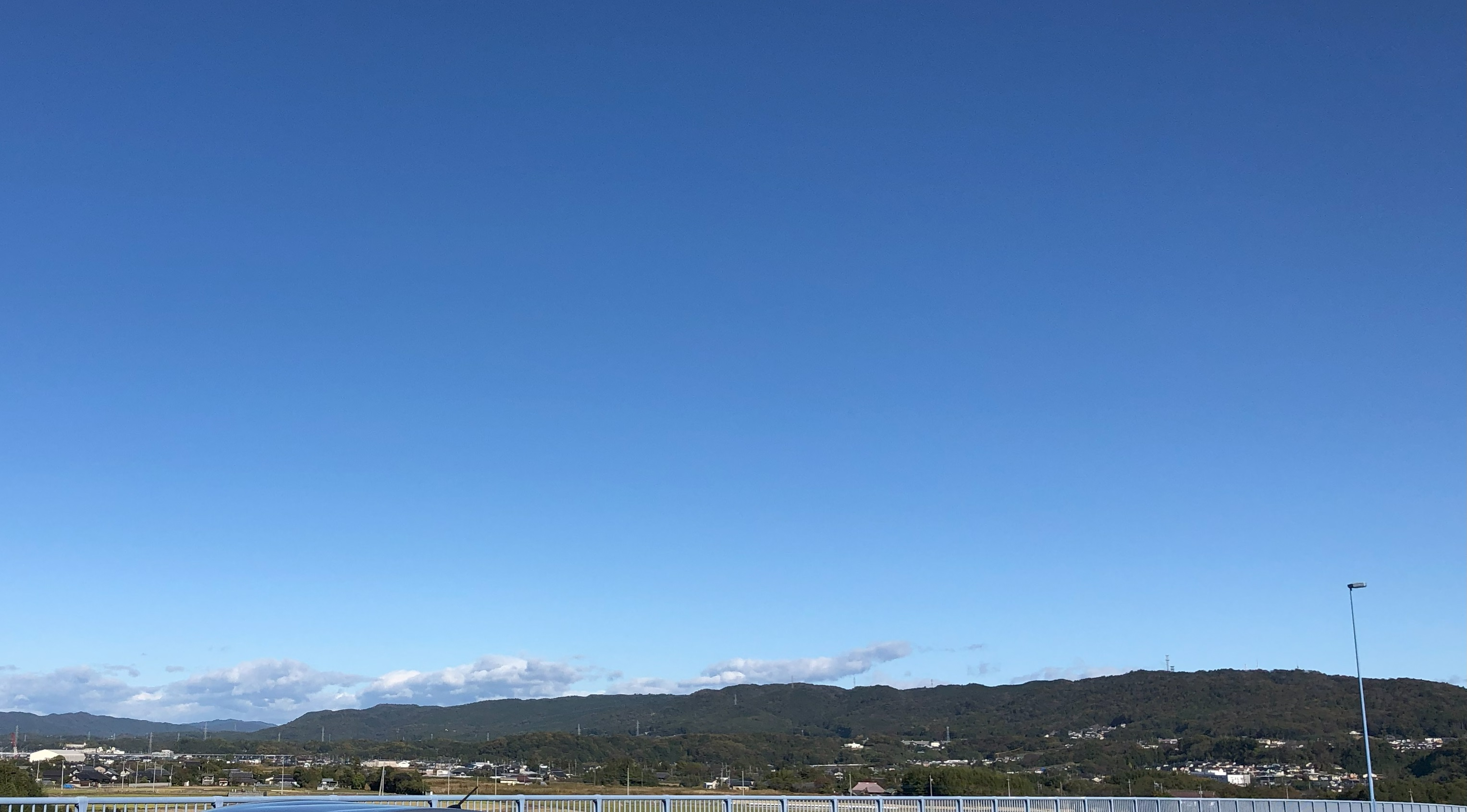
久慈川にかかる留大橋上から望む真弓山(中央付近)（稜線の右端は風神山）
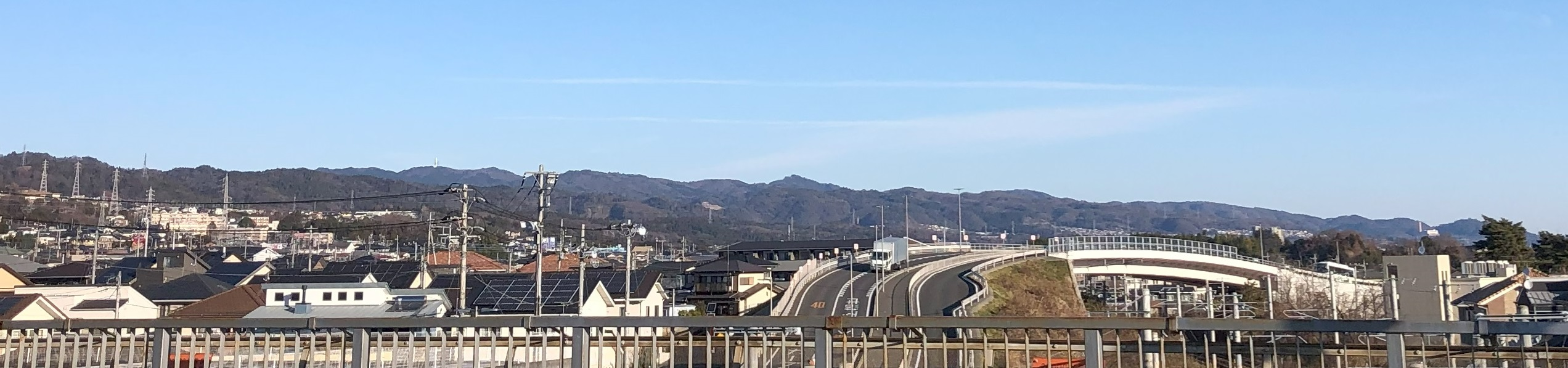
日立市大みか町水木跨線橋から望む真弓山(左側手前)。奥の稜線には高鈴山の雨量レーダー塔、写真中央には神峰山が見える

## 歴史
陣ヶ峰に鎮座する真弓神社は大同2年（807年）創建で、御祭神は大己貴命(おおなむちのみこと)、少彦名命(すくなひこなのみこと)。坂上田村麻呂、大伴弟麻呂が北征の日に八所権現を祀ったといわれ、また寛治年間（1087年 - 1094年）には源義家が戦勝祈願し、後三年の役で陸奥を平定して凱旋のおり、朱塗りの弓八張を奉納したことから、真弓八所権現と呼ぶようになったという。
以来武門の神として崇敬を集め佐竹氏が社殿を造営、社紋を佐竹家紋と同じ「扇に月丸」とした。また水戸藩主の徳川光圀は山王大権現の称号を贈り、真弓山が水戸城の鬼門に当たるため、神徳を崇敬して二十余村の大鎮守とし、春季大祭礼には歴代の水戸藩主は御連枝（分家）の殿様を代参させたといわれている。1868年（明治元年）12月に社号を真弓神社と改め、1944年（昭和19年）4月8日には東久邇宮盛厚王殿下が御参拝された。1954年（昭和29年）10月に現在の社殿に改築され今に至る。2024年（令和6年）5月には表参道の倒壊した二の鳥居に代わり新たな二の鳥居が200mほど山頂よりの「義家のひざ掛け石」と「見晴台」の中間に建立された（登山項のギャラリー参照）。
同じ常陸五山である東西金砂神社の大祭礼において、日立市の水木浜に向かう磯出の行列が真弓山麓の十二町田圃に差し掛かる際、真弓神社に向かって弓弦を鳴らし真弓山の神を招く神事が行われる。

なお、福島県いわき市瀬戸町にも真弓神社が鎮座している。常陸太田の真弓神社を佐竹氏初代・昌義の時代に隣町の小玉町地内に勧請したもので、1881年（明治14年）に現在のいわき市瀬戸町に遷座された。初代神主も昌義であったという。

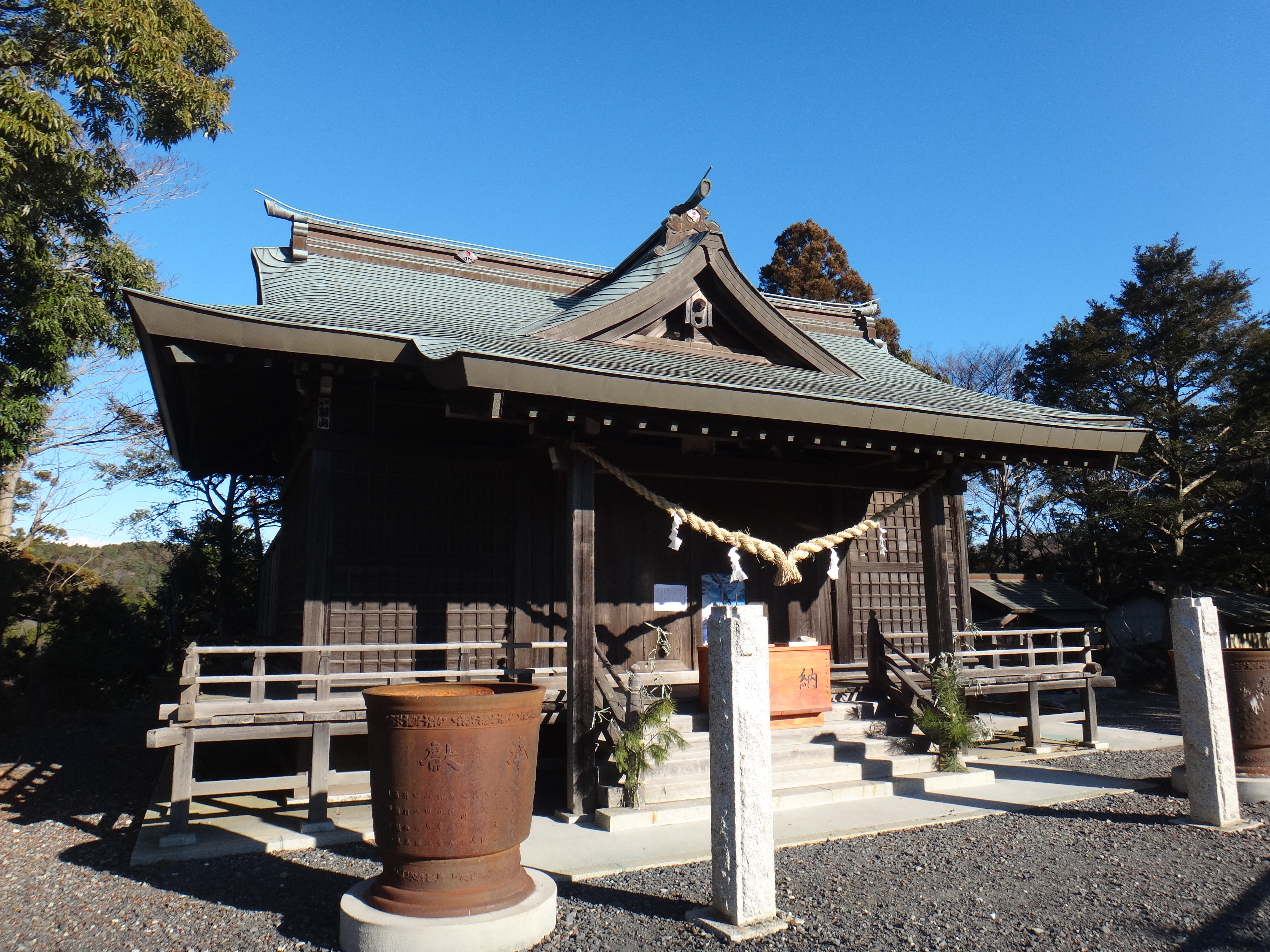
真弓神社
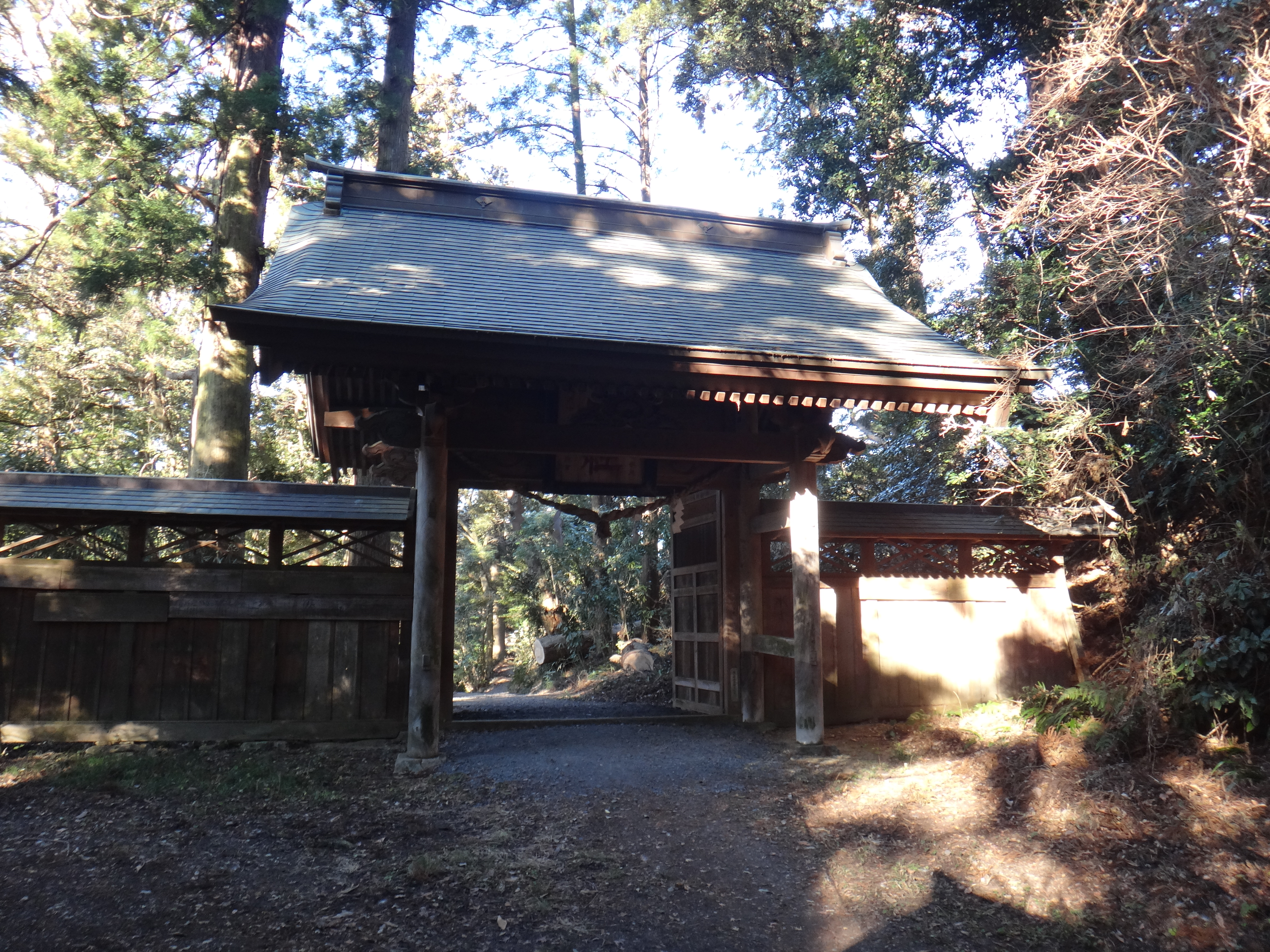
神門
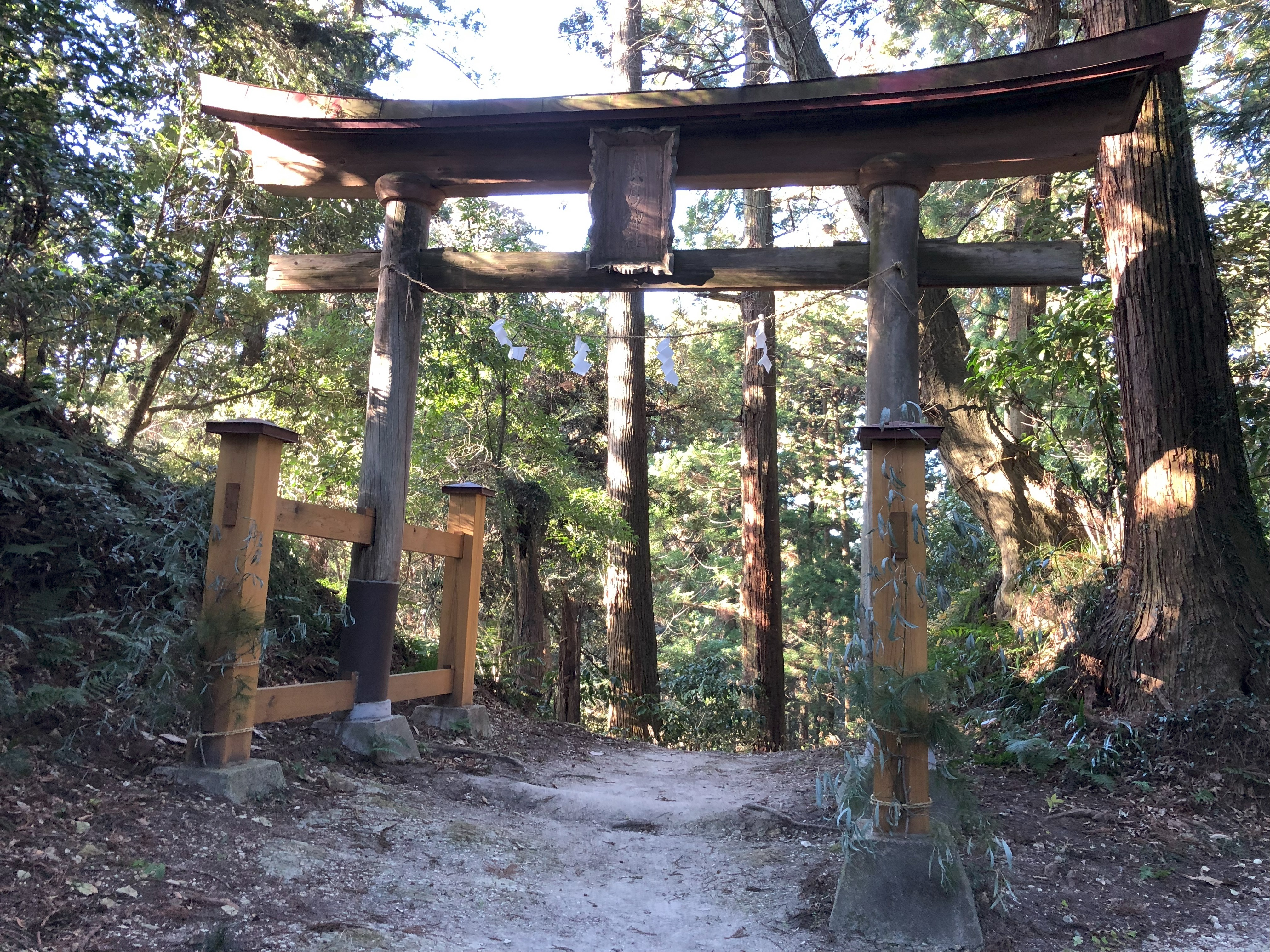
三の鳥居(表参道)
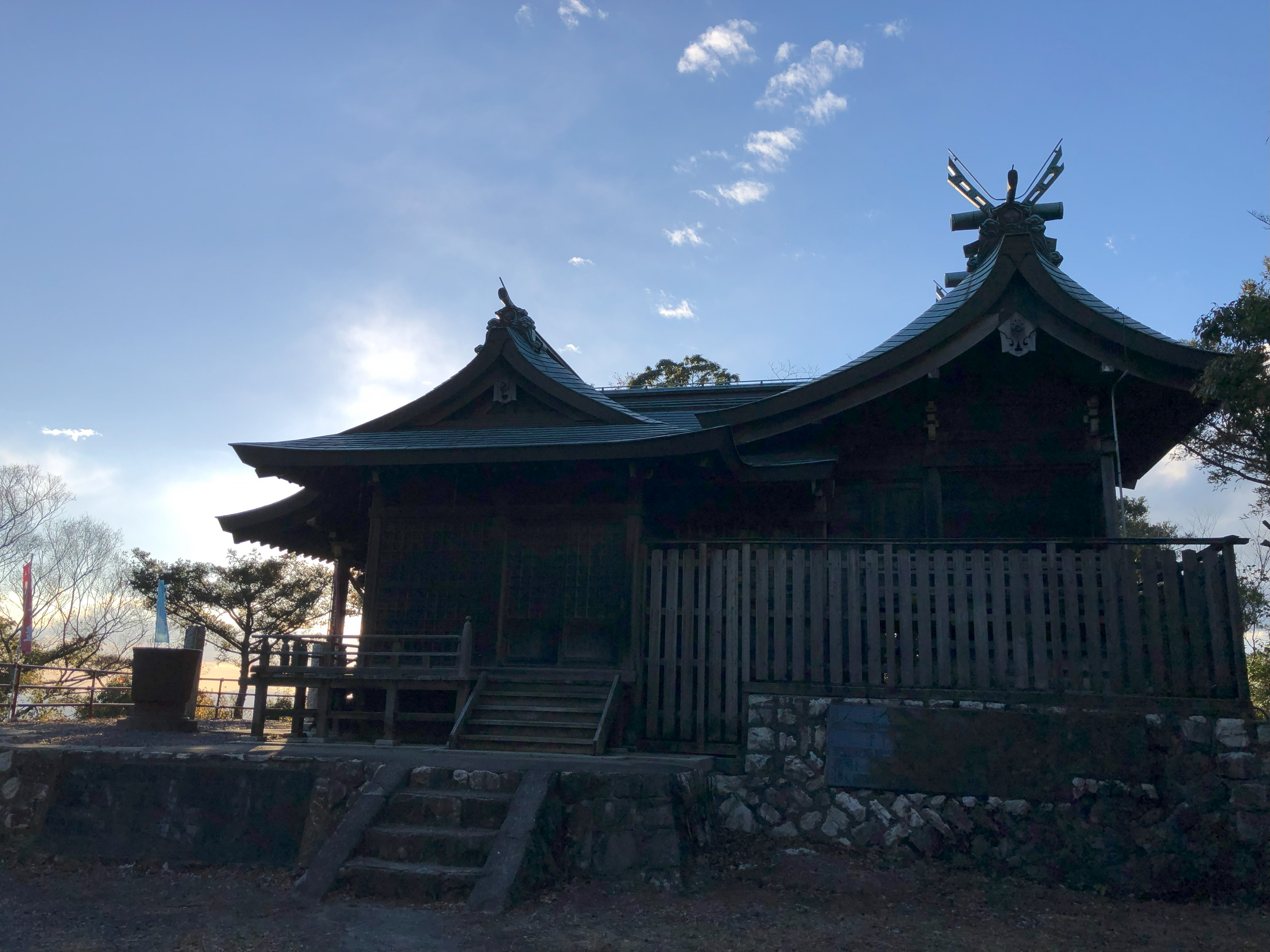
真弓神社(東側から)
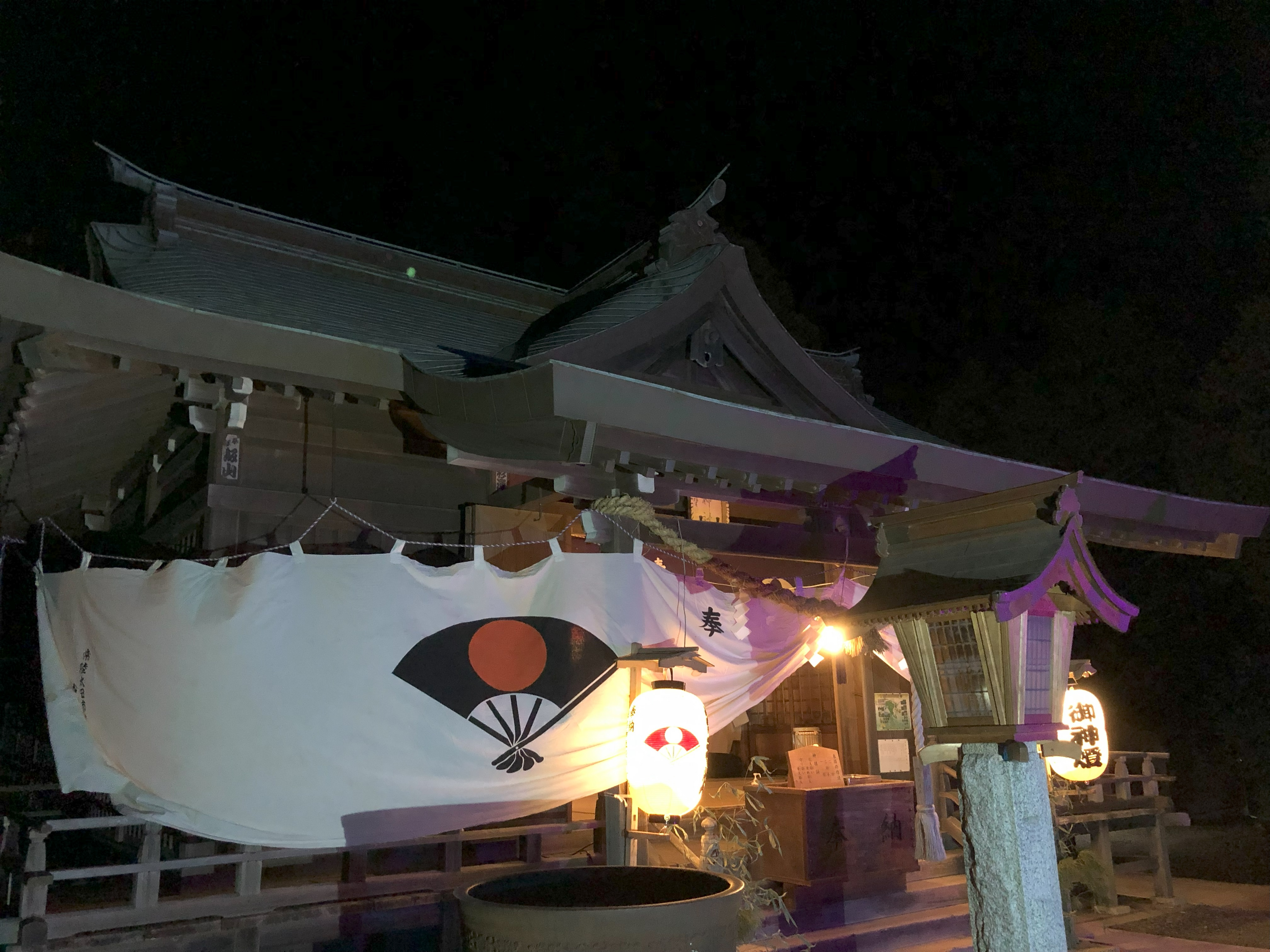
元日未明の真弓神社
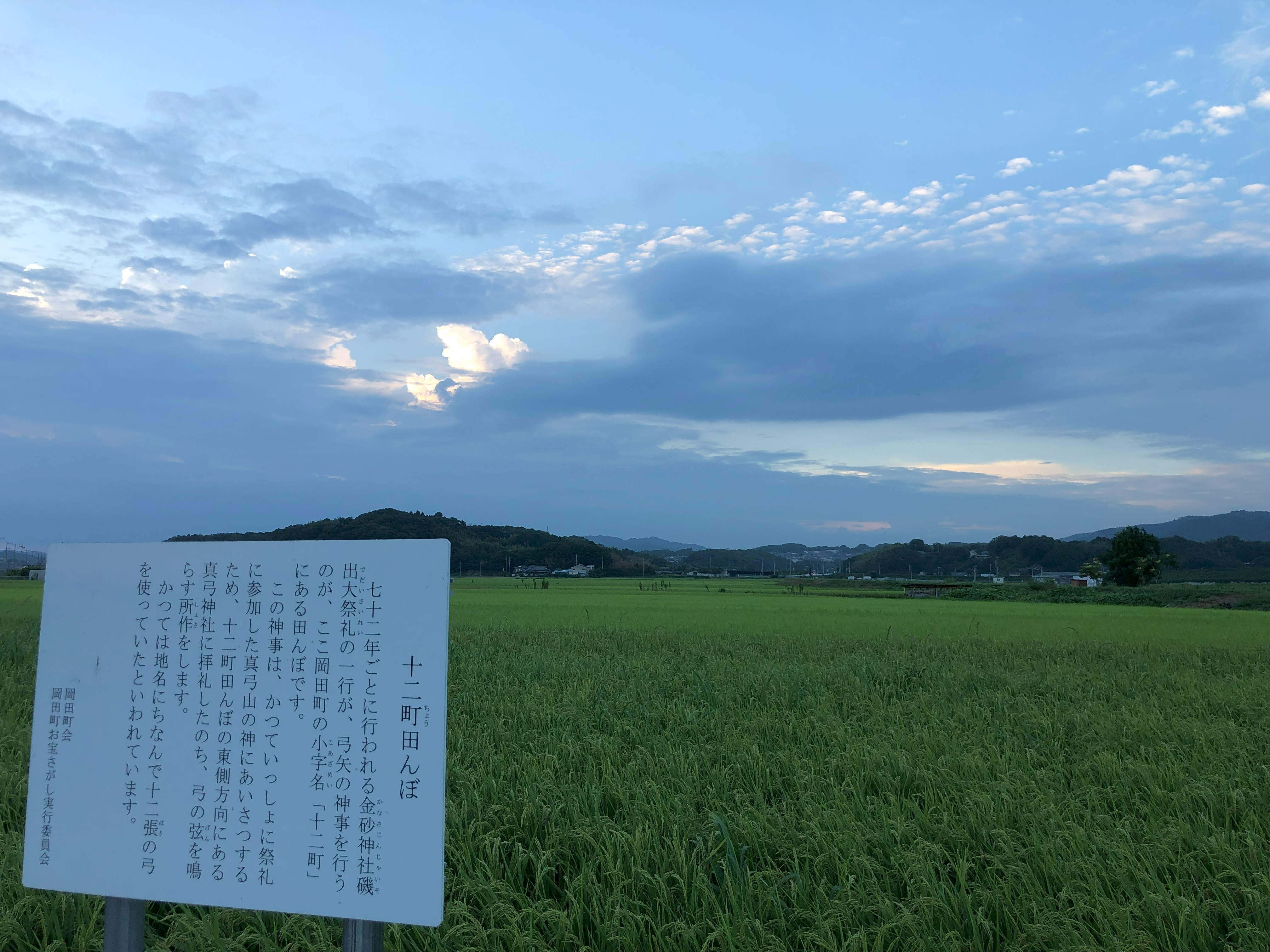
十二町田んぼに設置されている地元町会の案内板　右端奥が真弓山
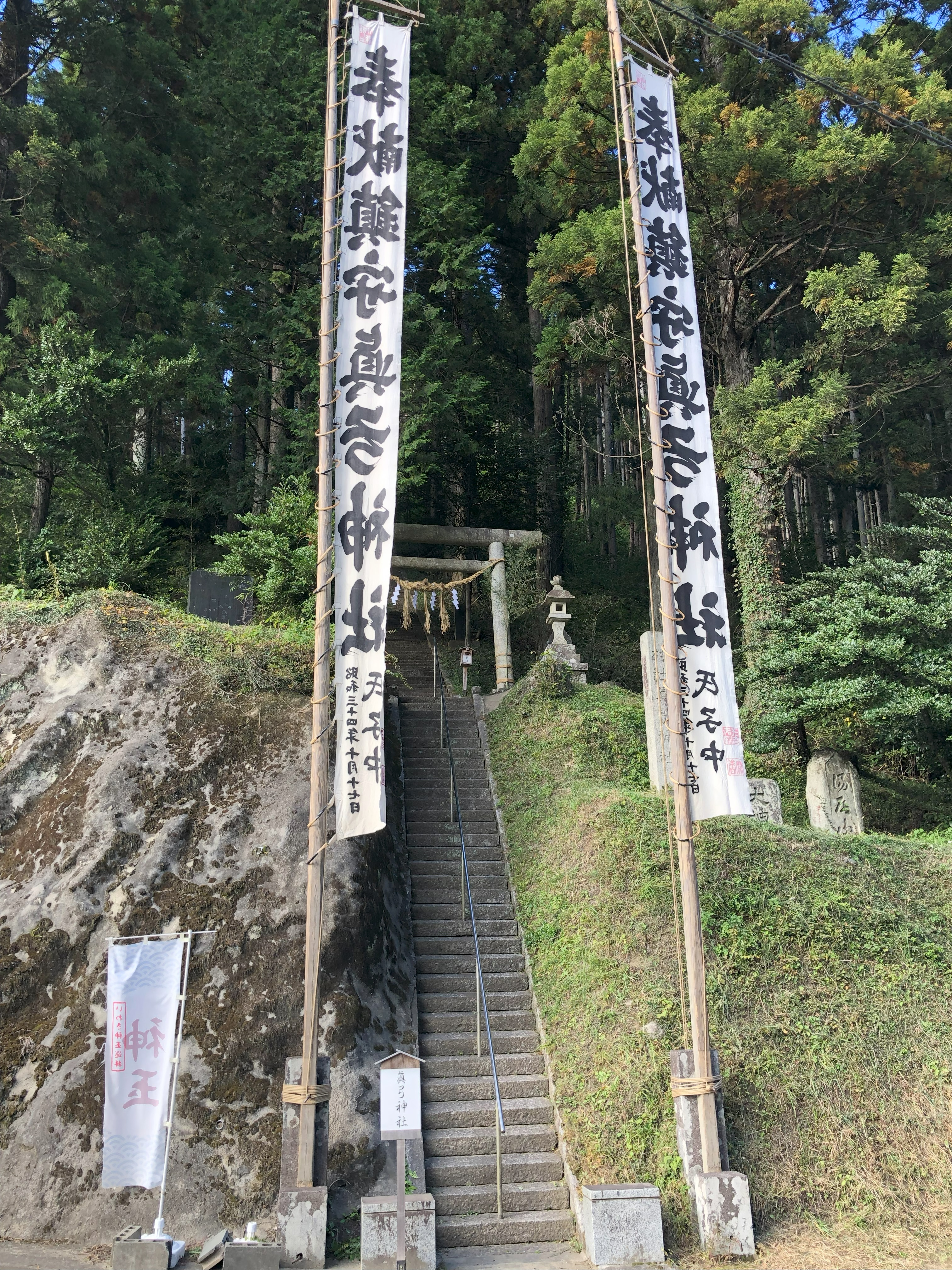
福島県いわき市瀬戸町東瀬戸地内に鎮座する真弓神社

## 登山
日立市森山町の風神山から北に縦走路が伸びている。日立市によると、ハイキングを行う際約2時間程度で往復可能としている。
また、常陸太田市真弓町から真弓神社へ表参道・西参道（裏参道）と呼ばれる登山道が整備されている。こちらから登る場合は駐車場やハイキングマップなどが配備されている西真弓集会所が起点となる。同じ真弓町には台山と呼ばれるハイキングコースもあり、こちらからも多少距離は伸びるが東真弓集会所を起点として真弓神社に登拝することができる。
日立市大久保町や金沢町からも複数の現役登山ルートがあるが、こちらは登山口を示す案内や駐車場などは一切無い。かつては旧茨城県道61号日立笠間線から分岐する登山道があったが廃道となり藪に埋もれている。その旧登山口に当時の面影を残す「眞弓神社入口」標柱が建っていたが(下のギャラリー参照)、2023年（令和5年）9月8日の集中豪雨で被災し倒壊した。なお、国土地理院地図に真弓山とその周辺に複数の点線徒歩道が描かれており現役の登山道もあるが藪に埋もれている廃道が多い。

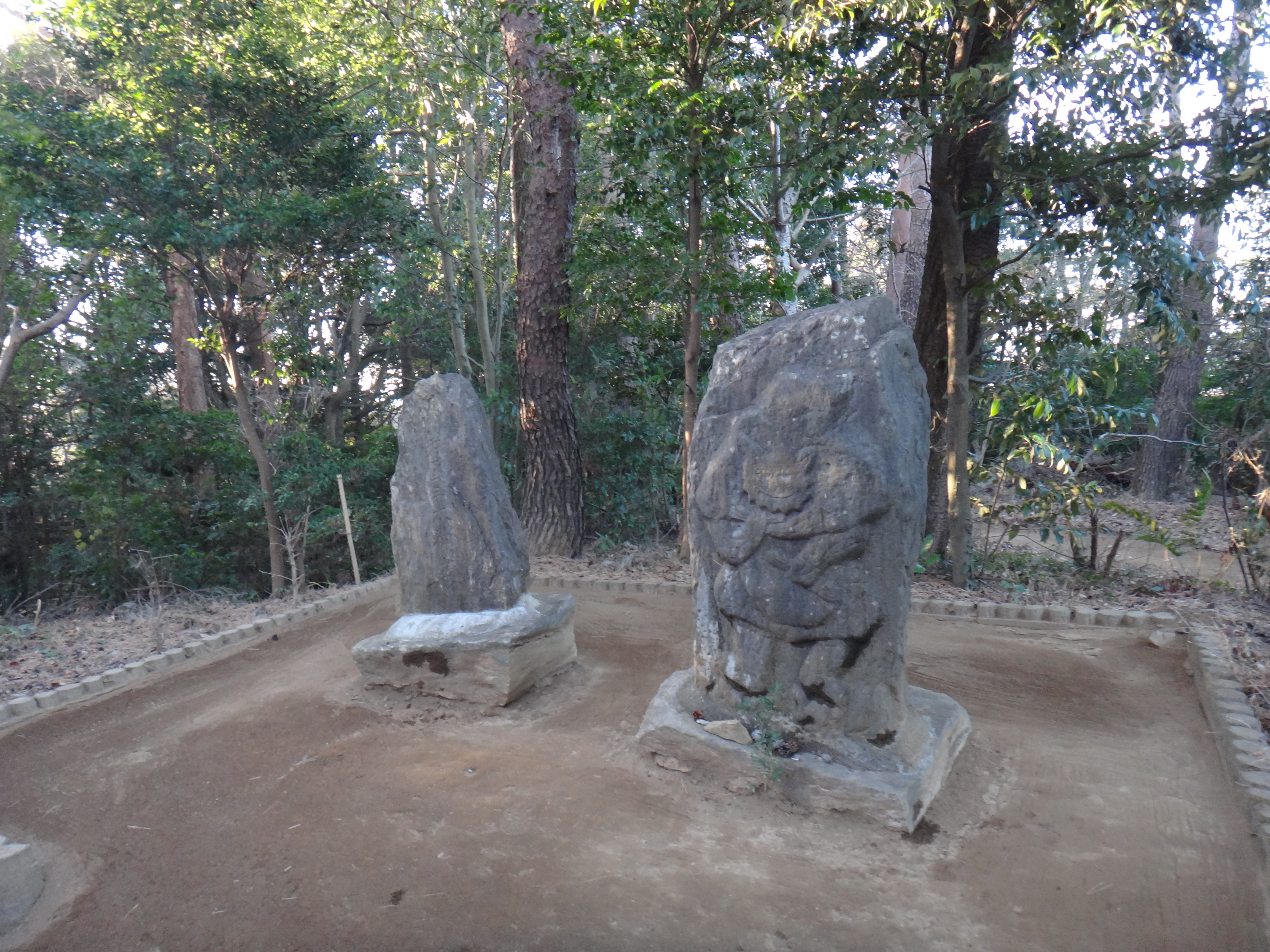
風神山山頂
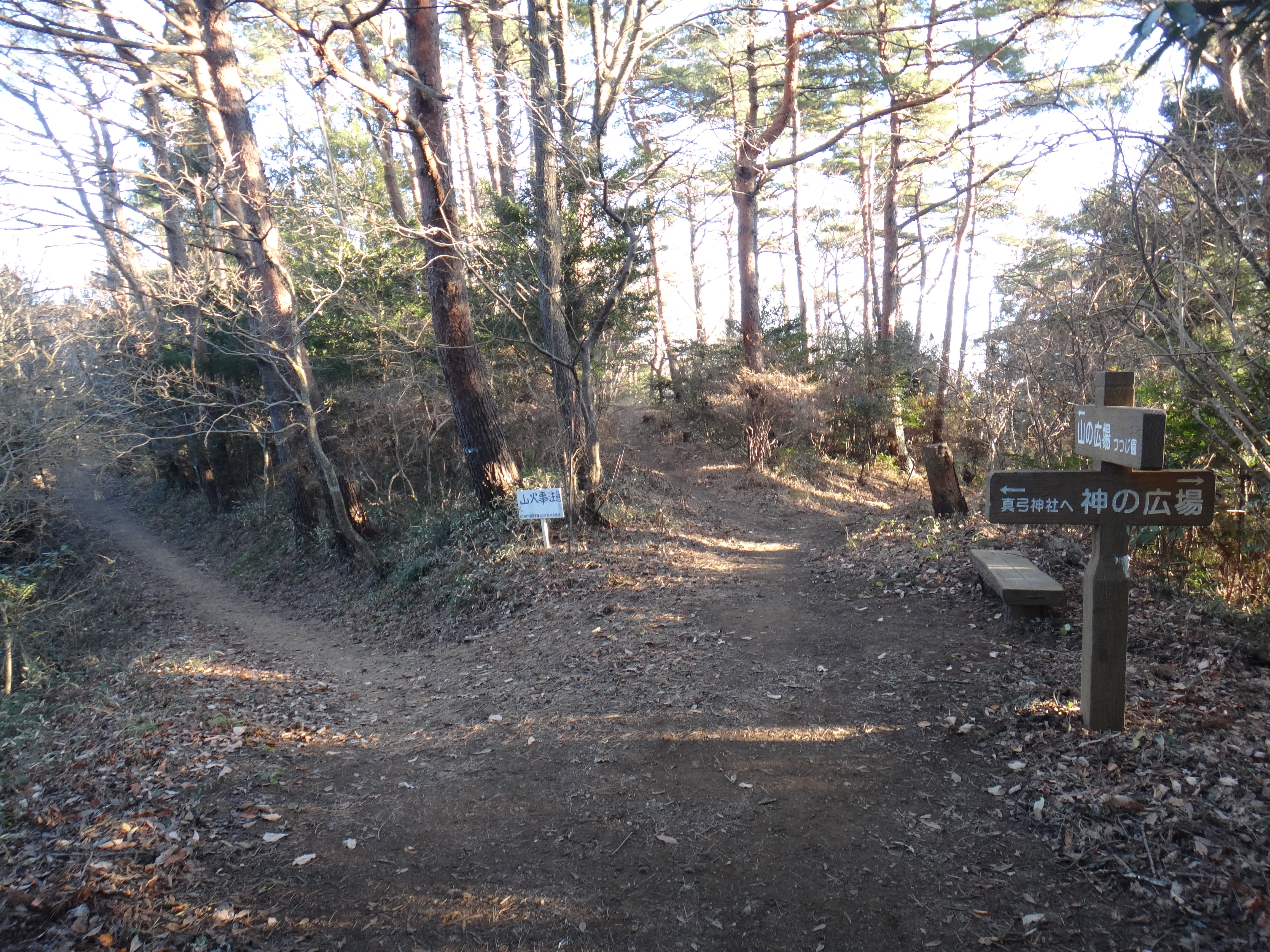
風神山から真弓神社へのコース
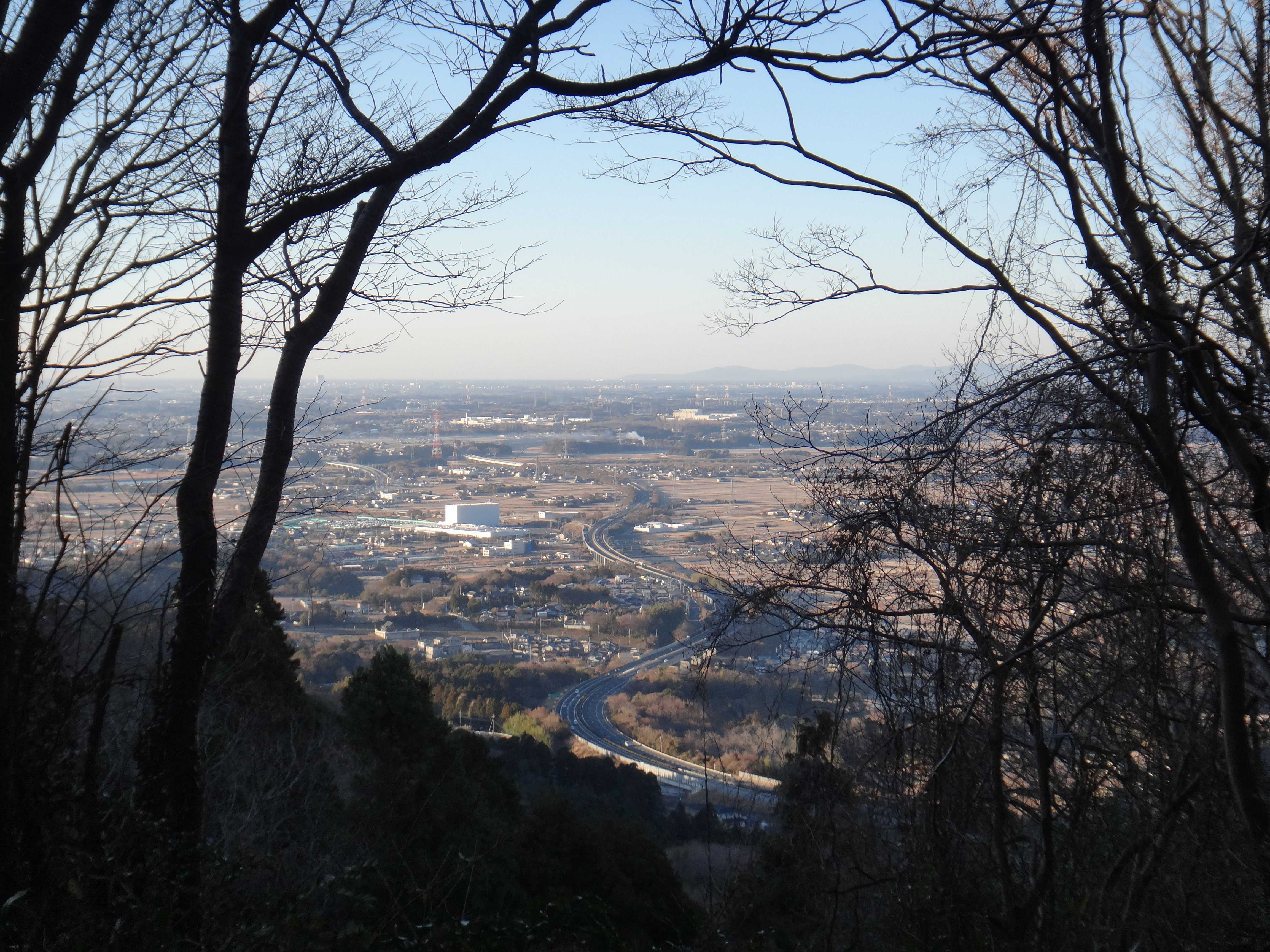
コース上から垣間見える常磐自動車道
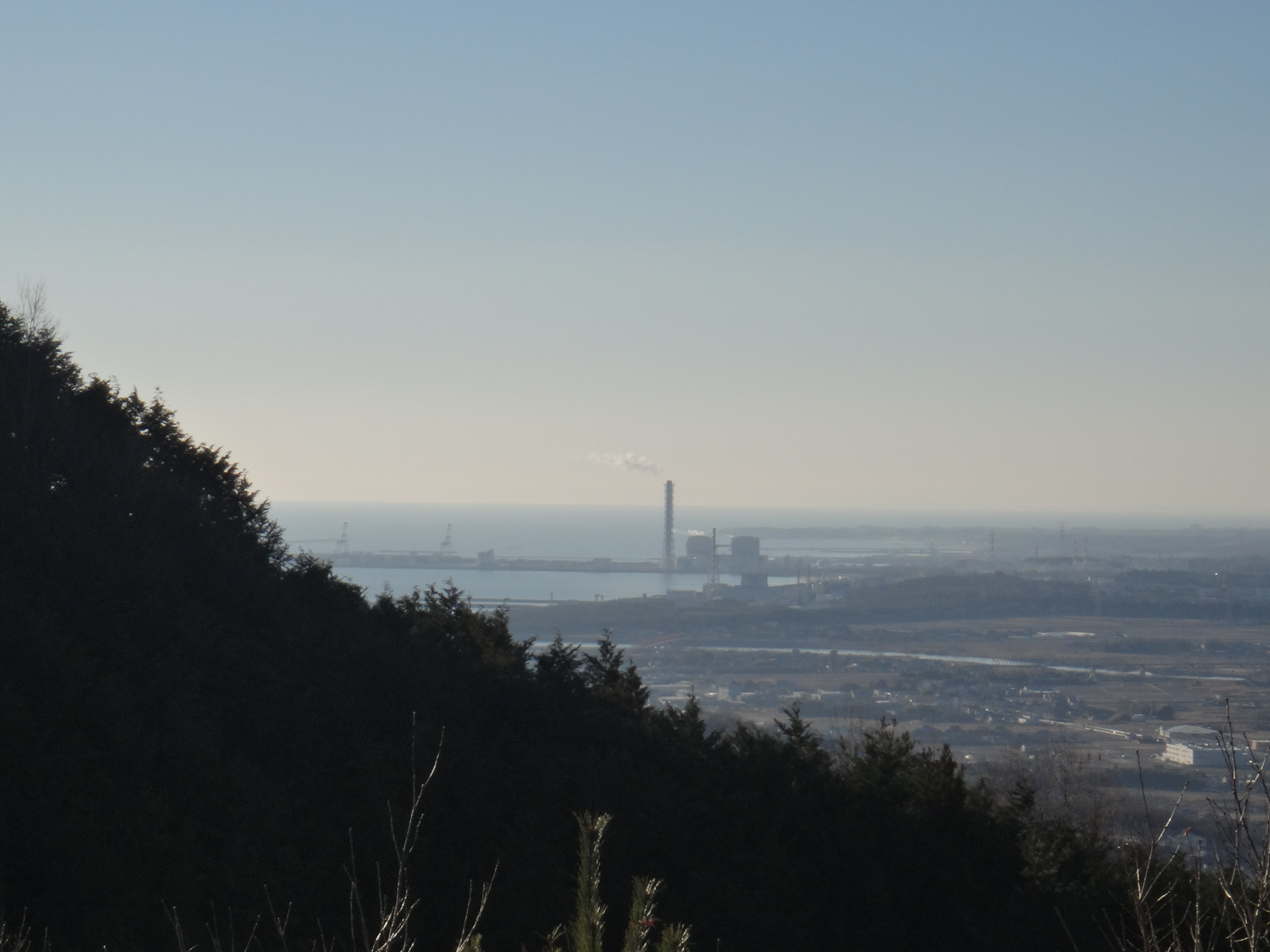
東海村の火力発電所（見晴らし台から）
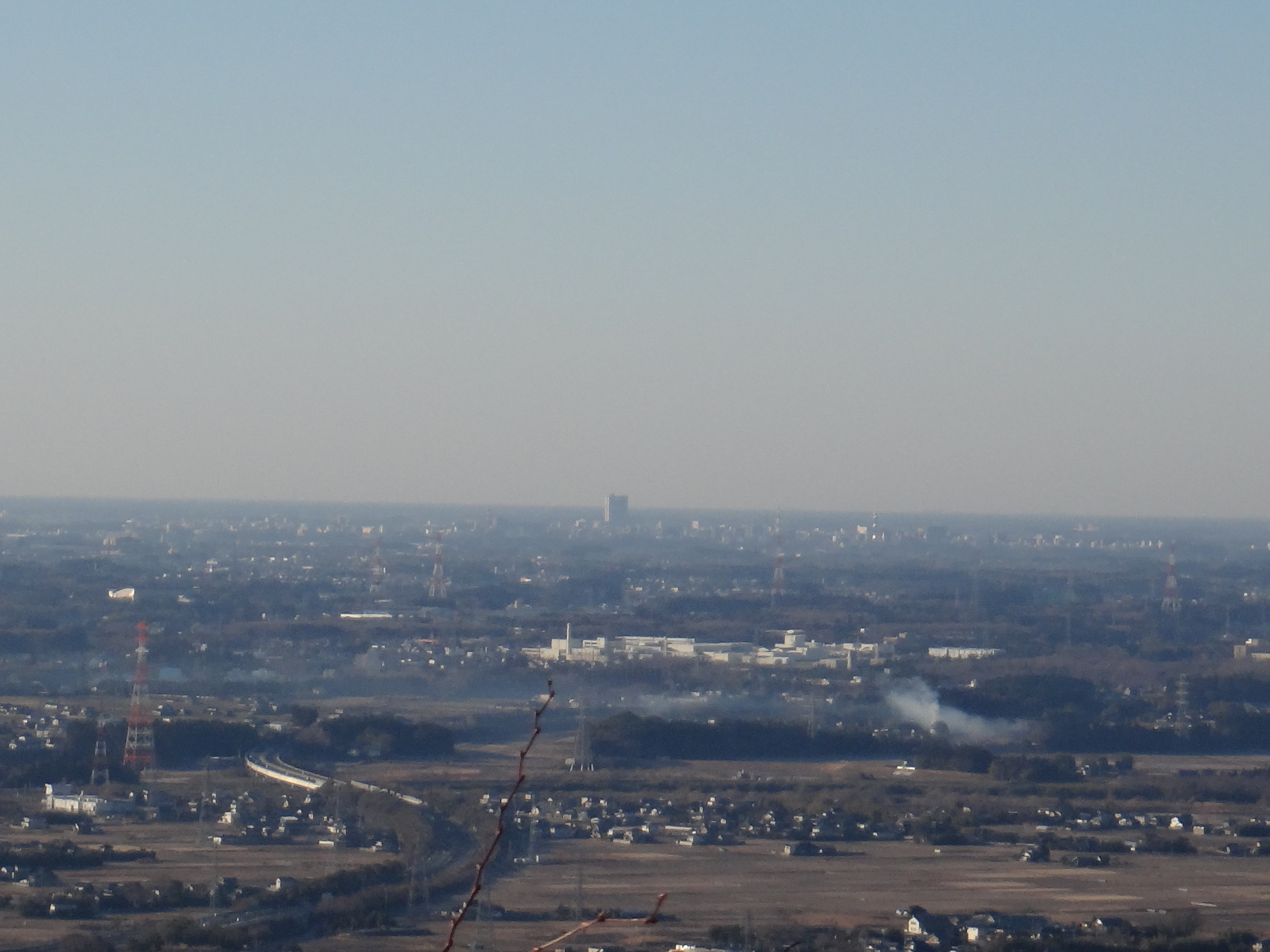
茨城県庁（見晴らし台から）
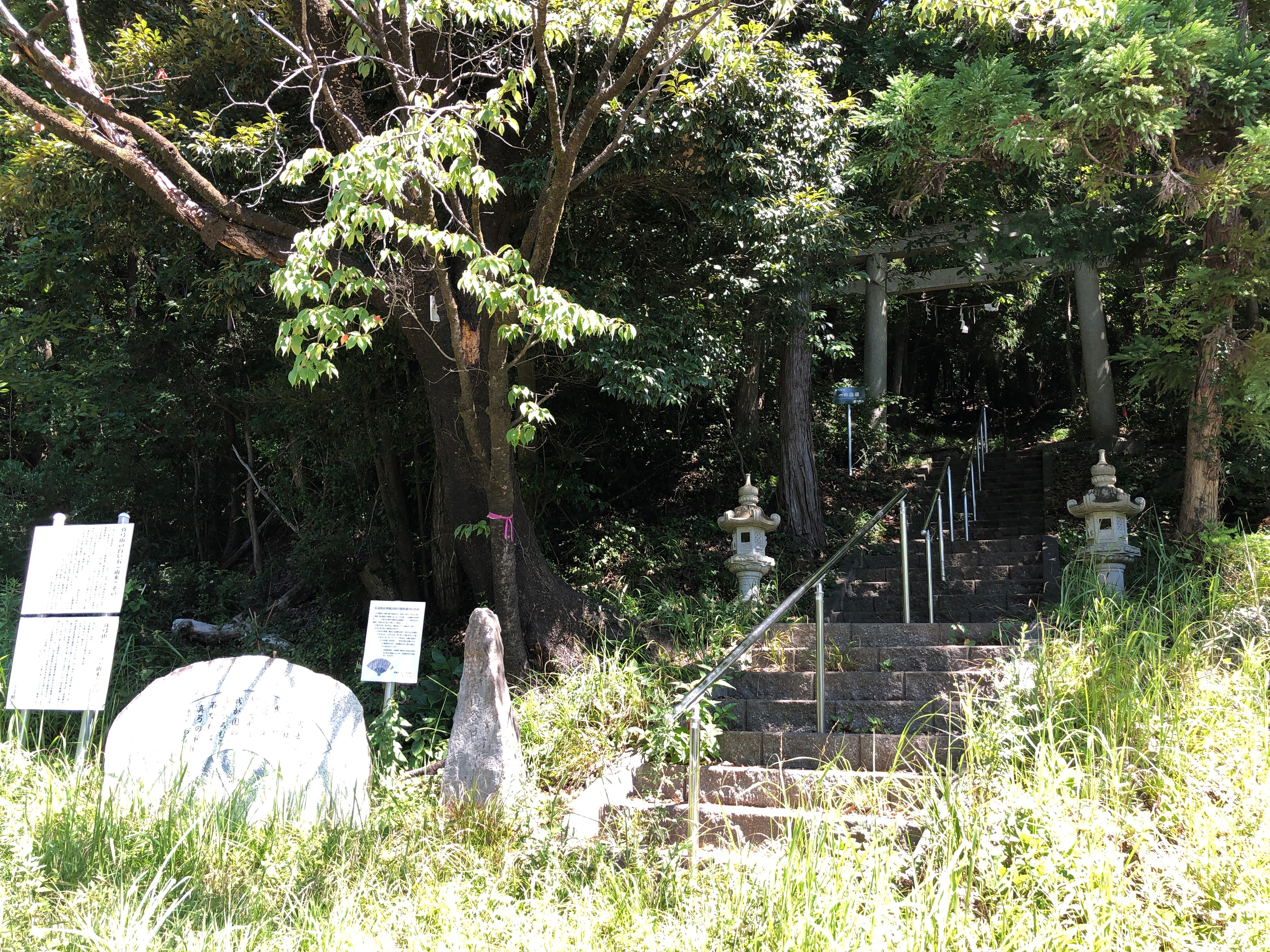
一の鳥居と徳川斉昭公歌碑(表参道)
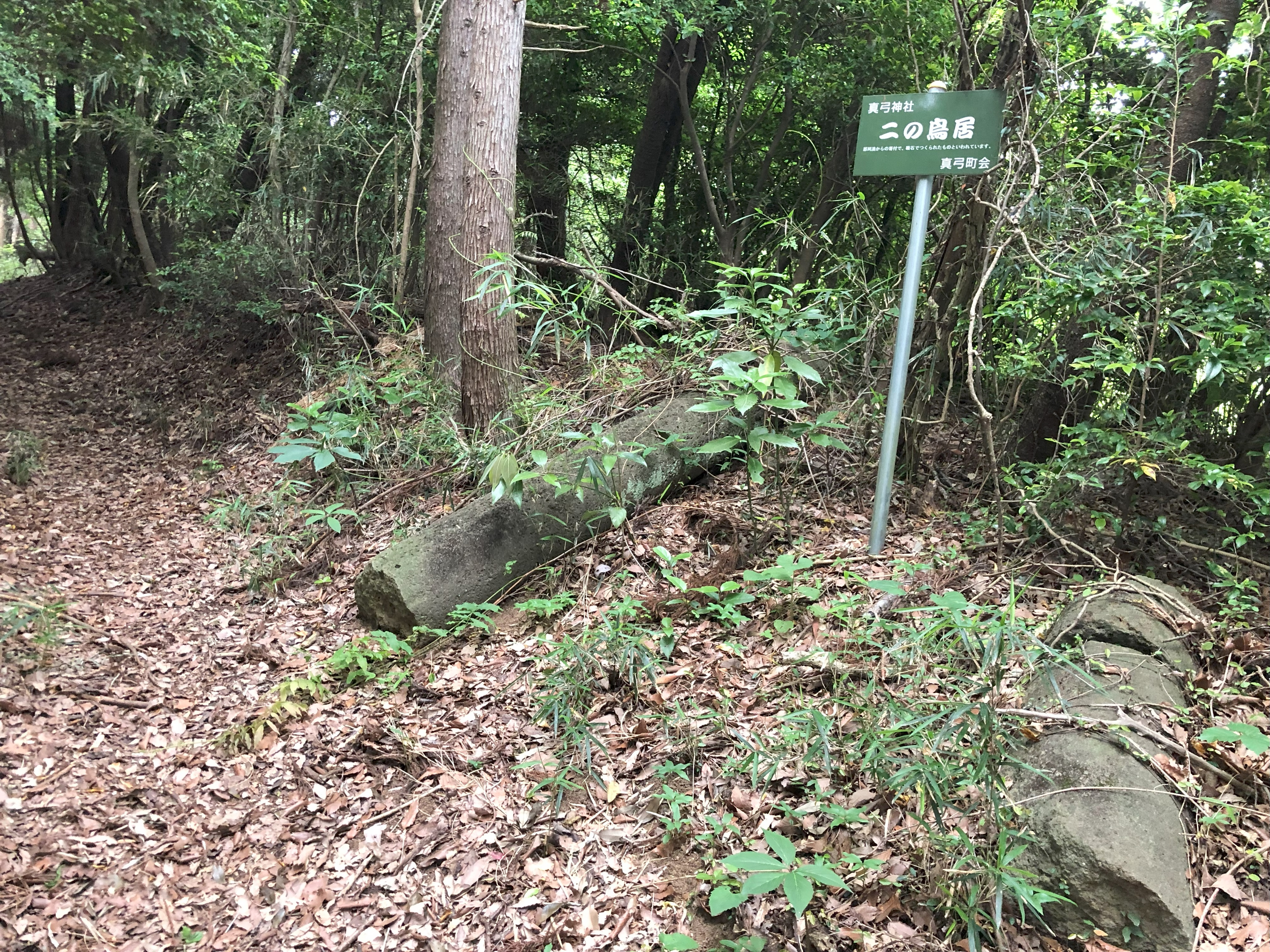
倒壊した旧・二の鳥居
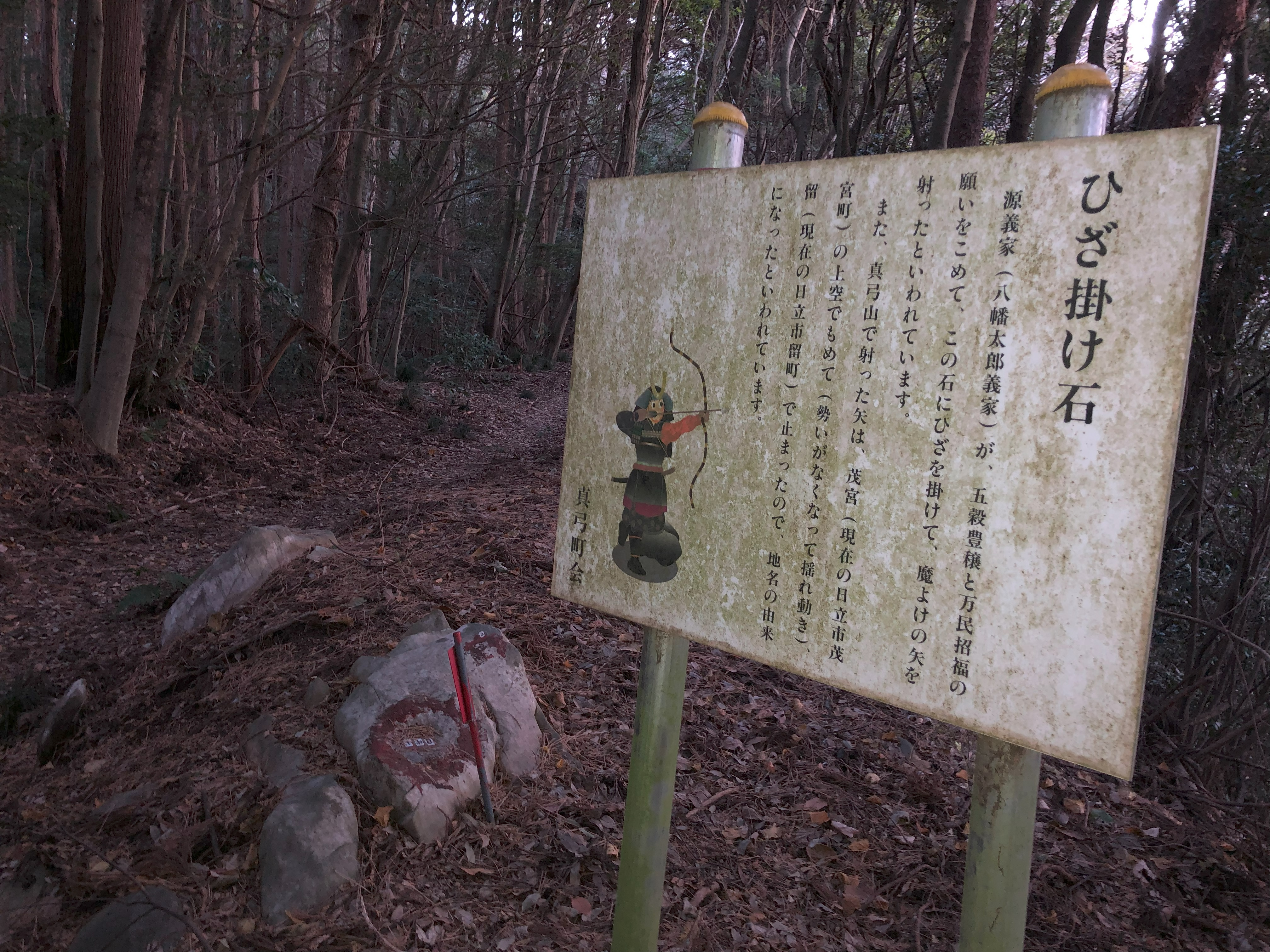
源義家のひざ掛け石(表参道)
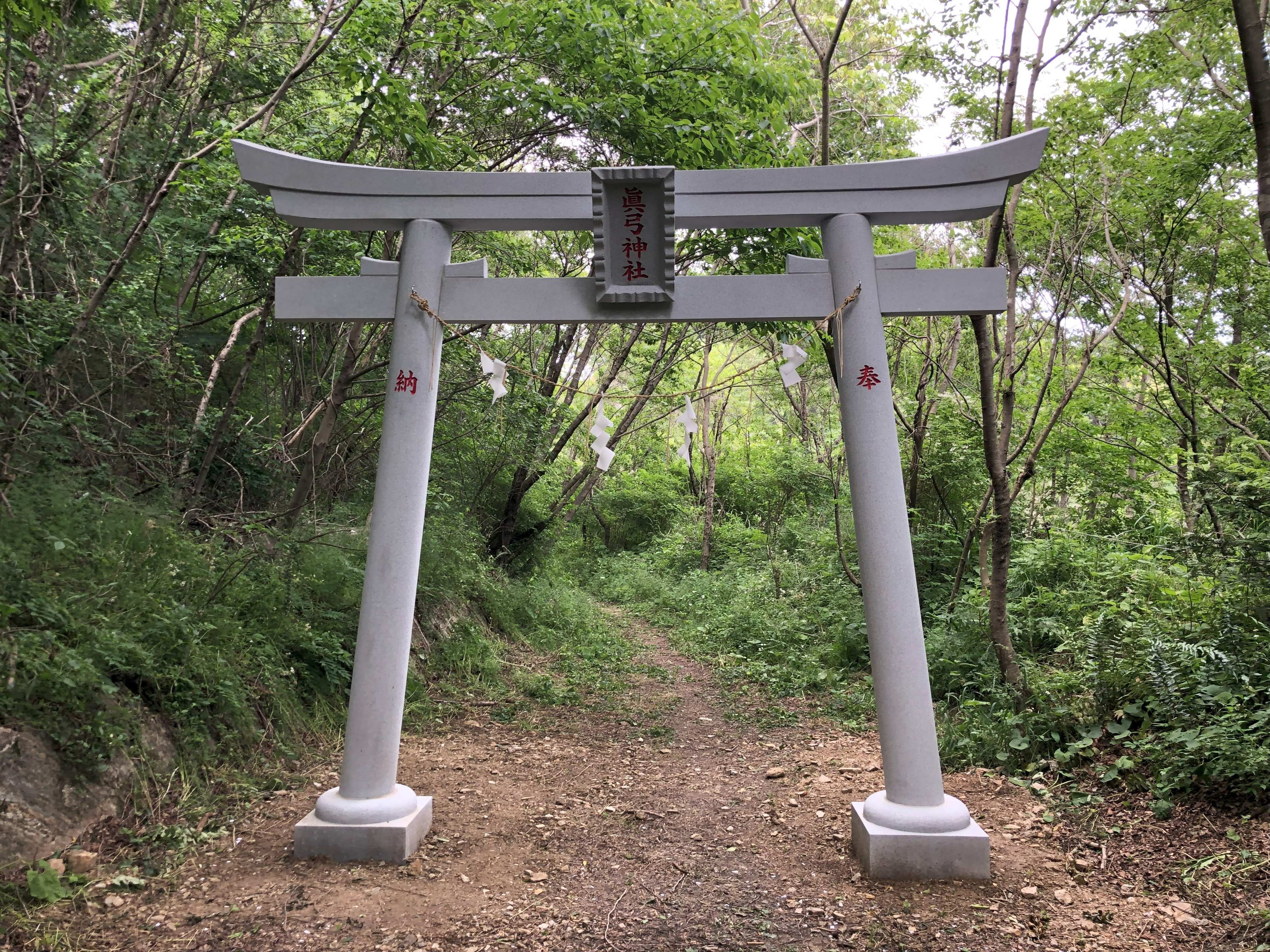
2024年（令和6年）5月に新たに建てられた二の鳥居
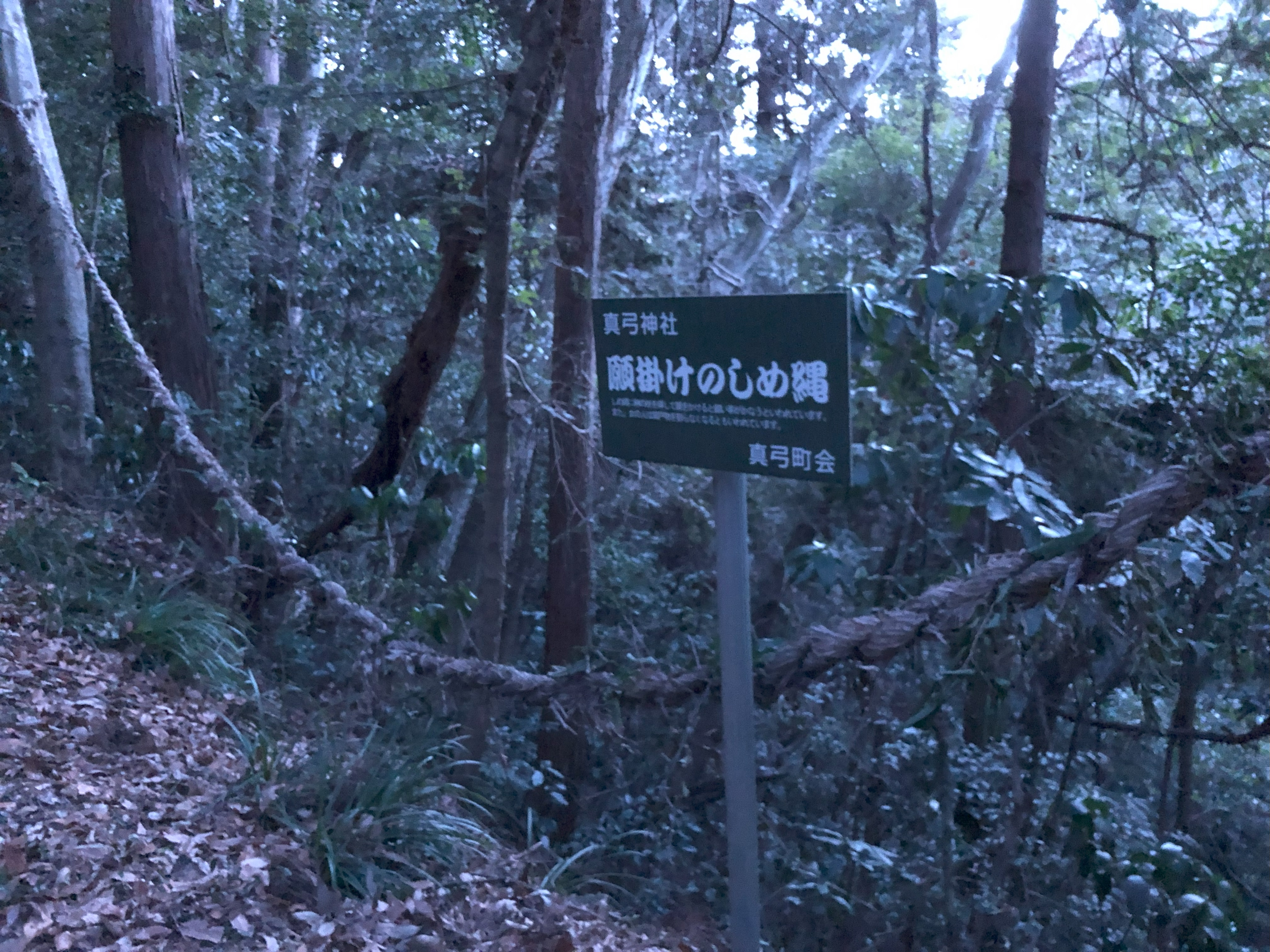
願掛けのしめ縄(表参道)
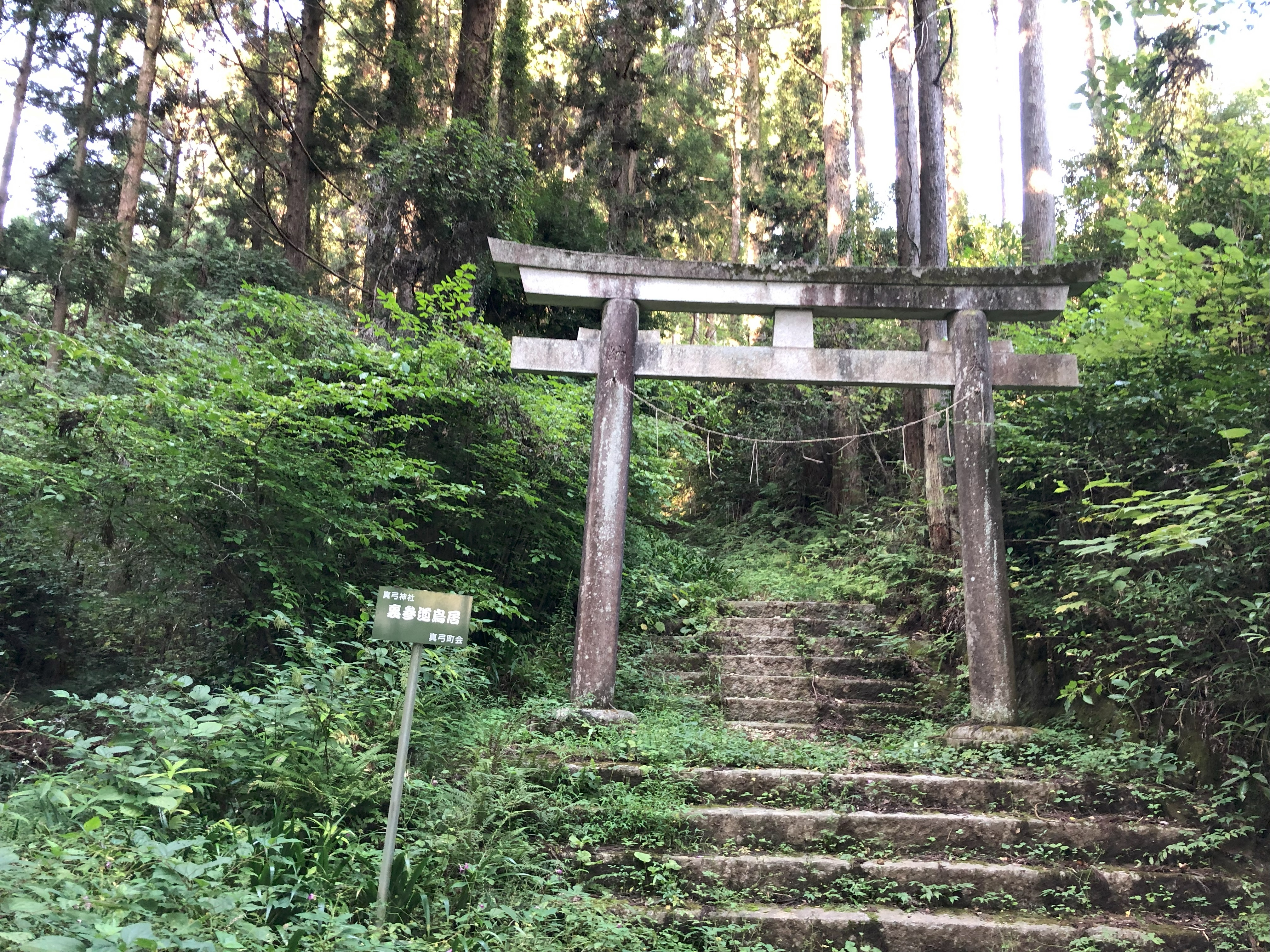
裏参道鳥居
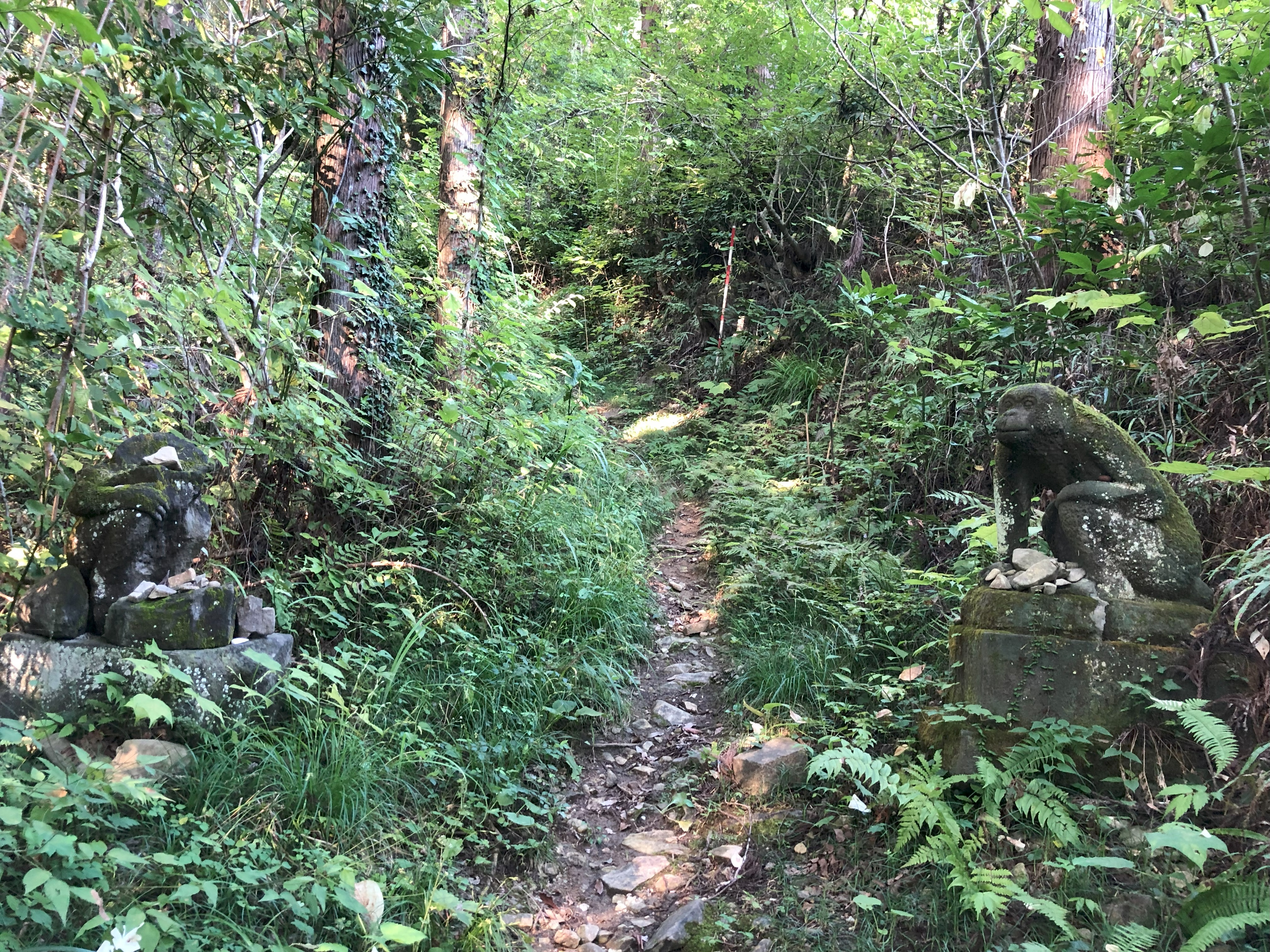
一対の猿(裏参道)
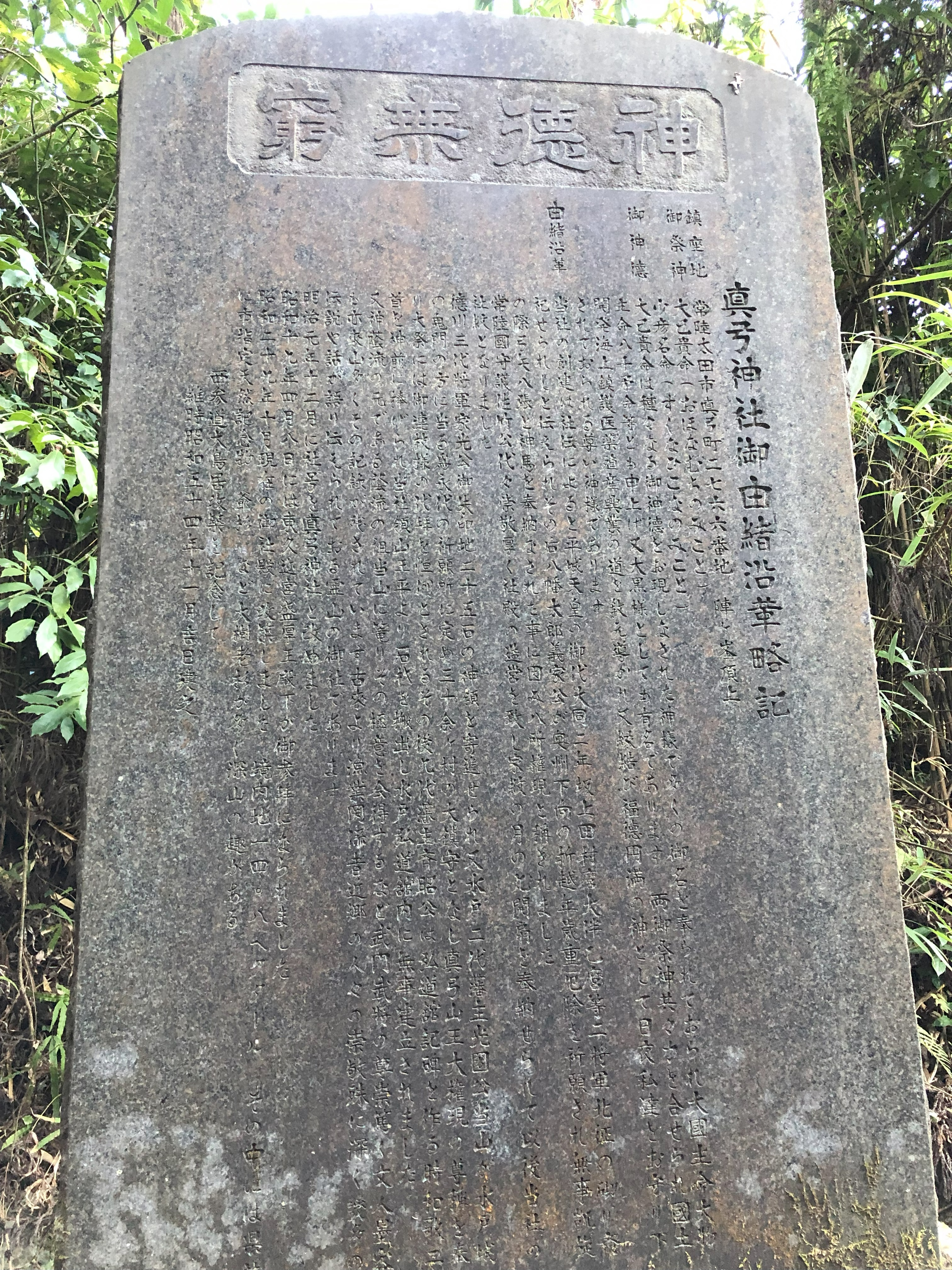
由緒碑(裏参道)
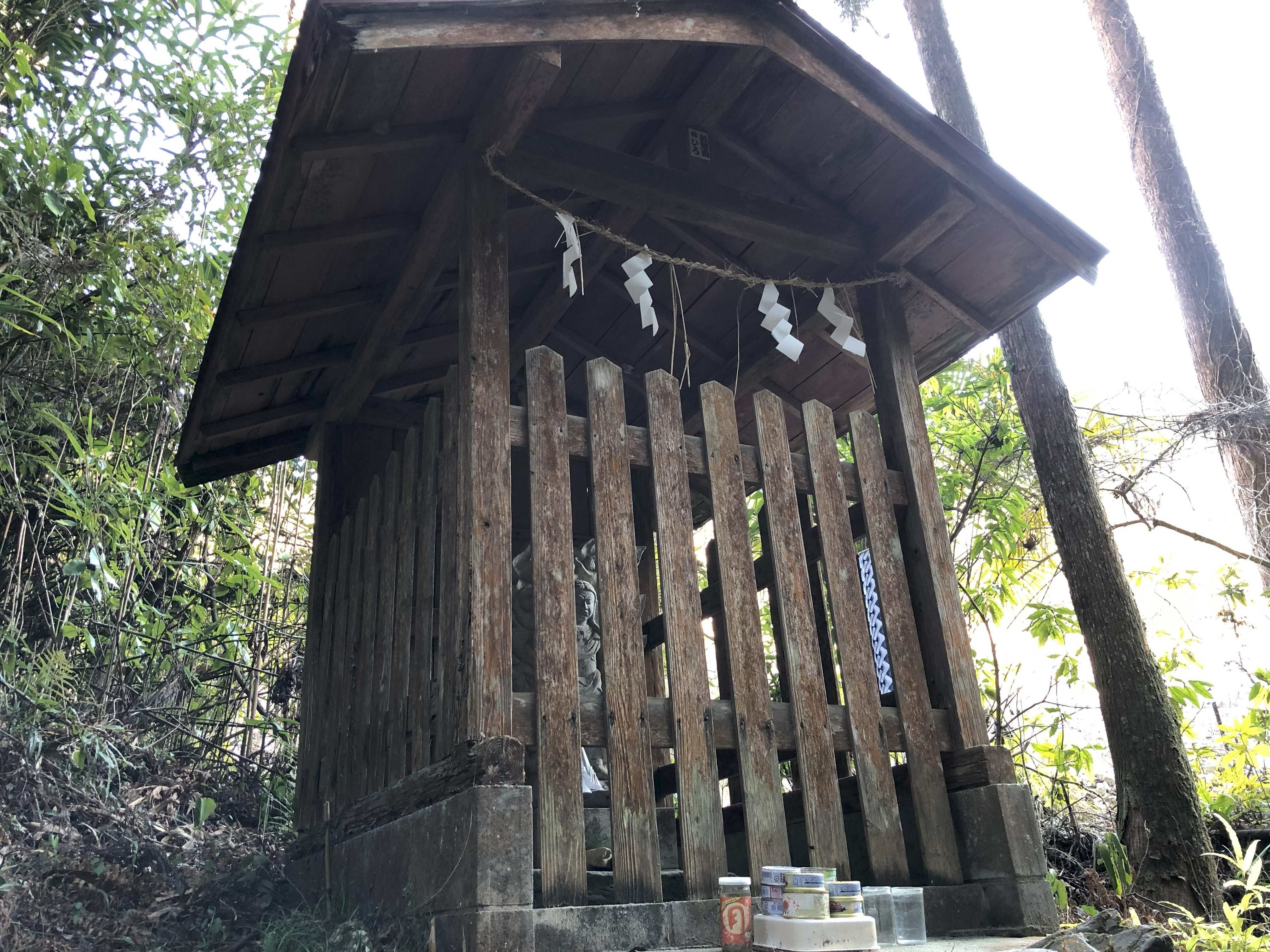
不動明王像(裏参道)
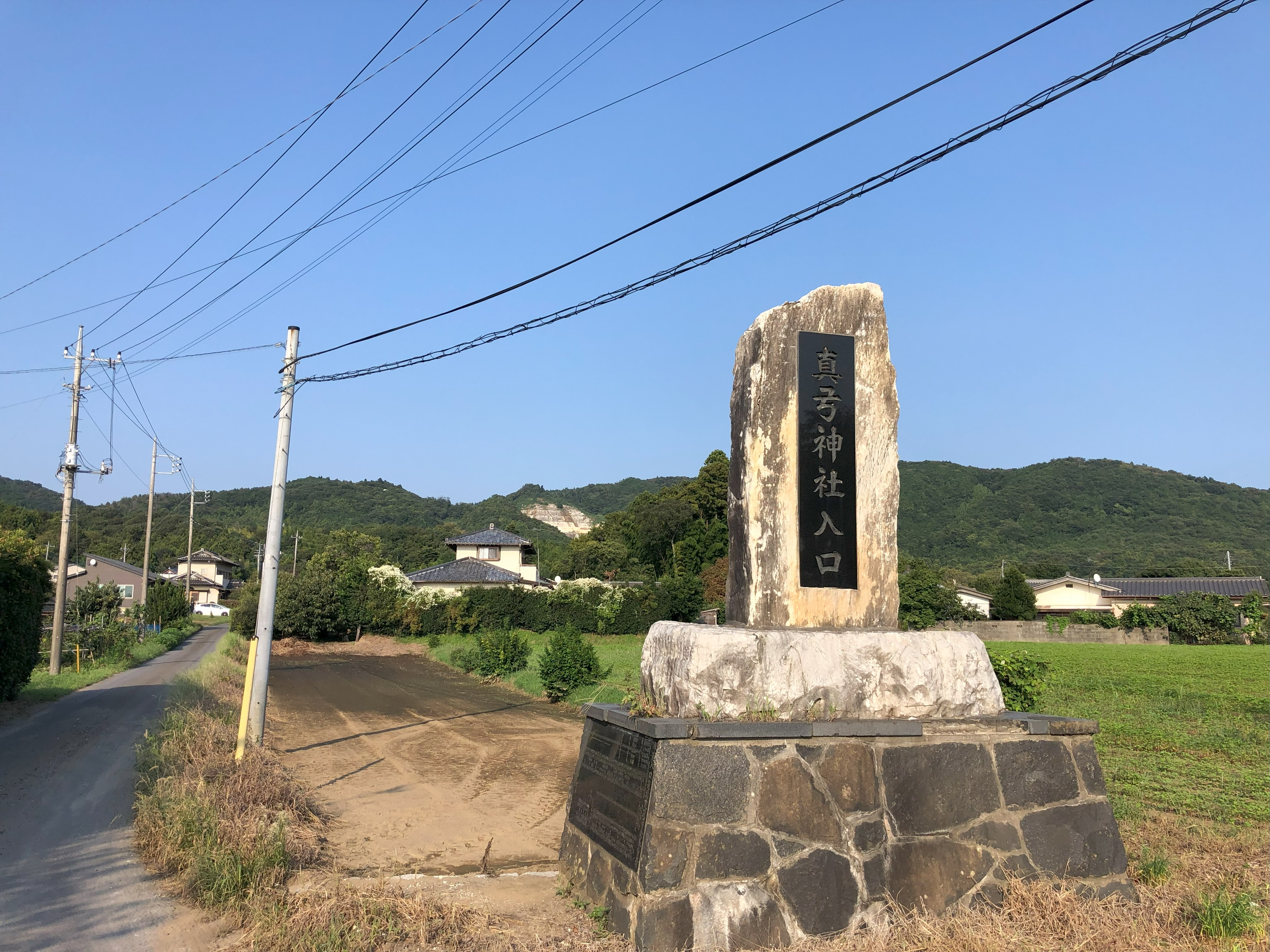
県道からの分岐地点にある西参道(裏参道)入口の石碑
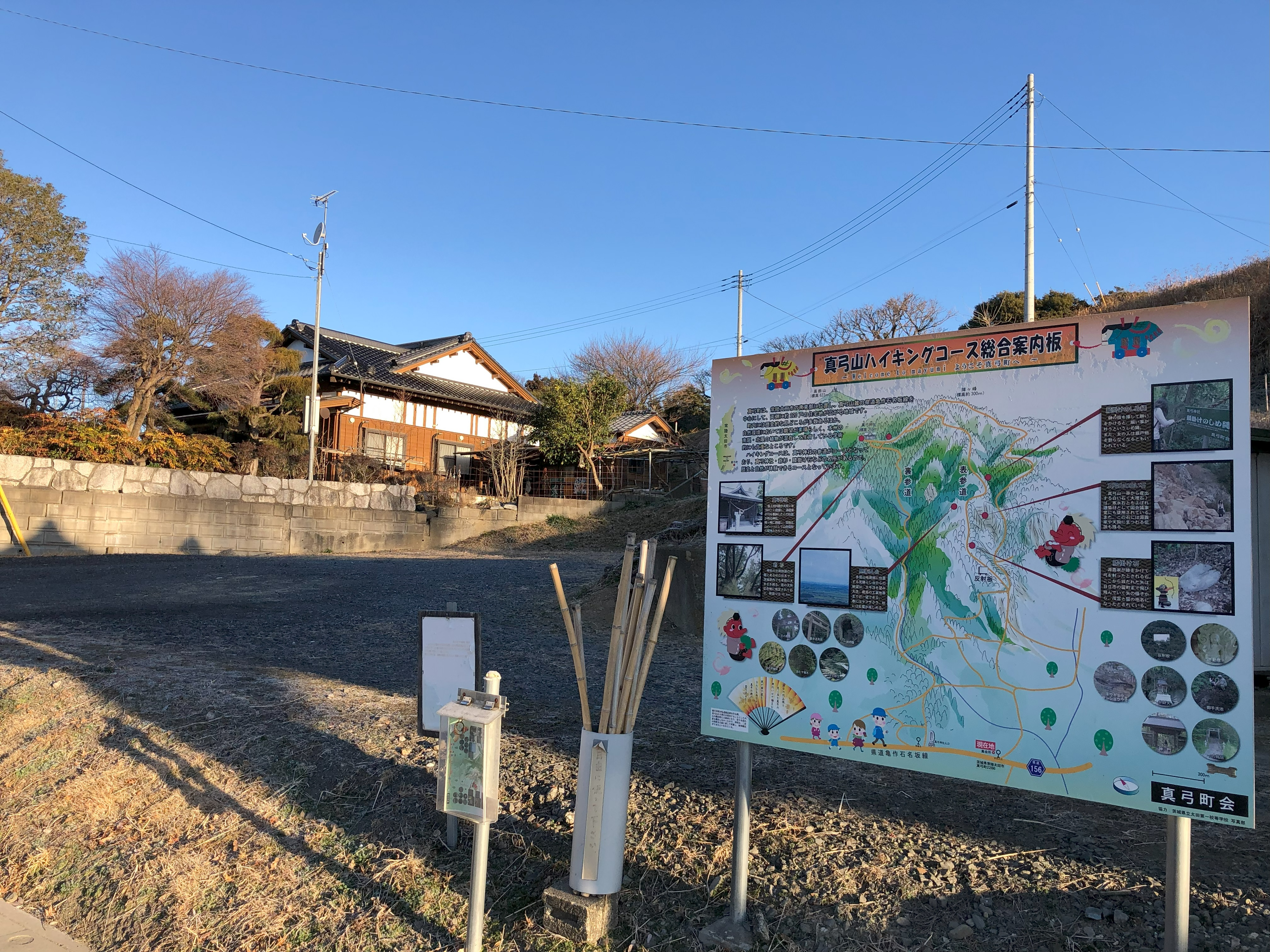
西真弓集会所に設置されている案内板
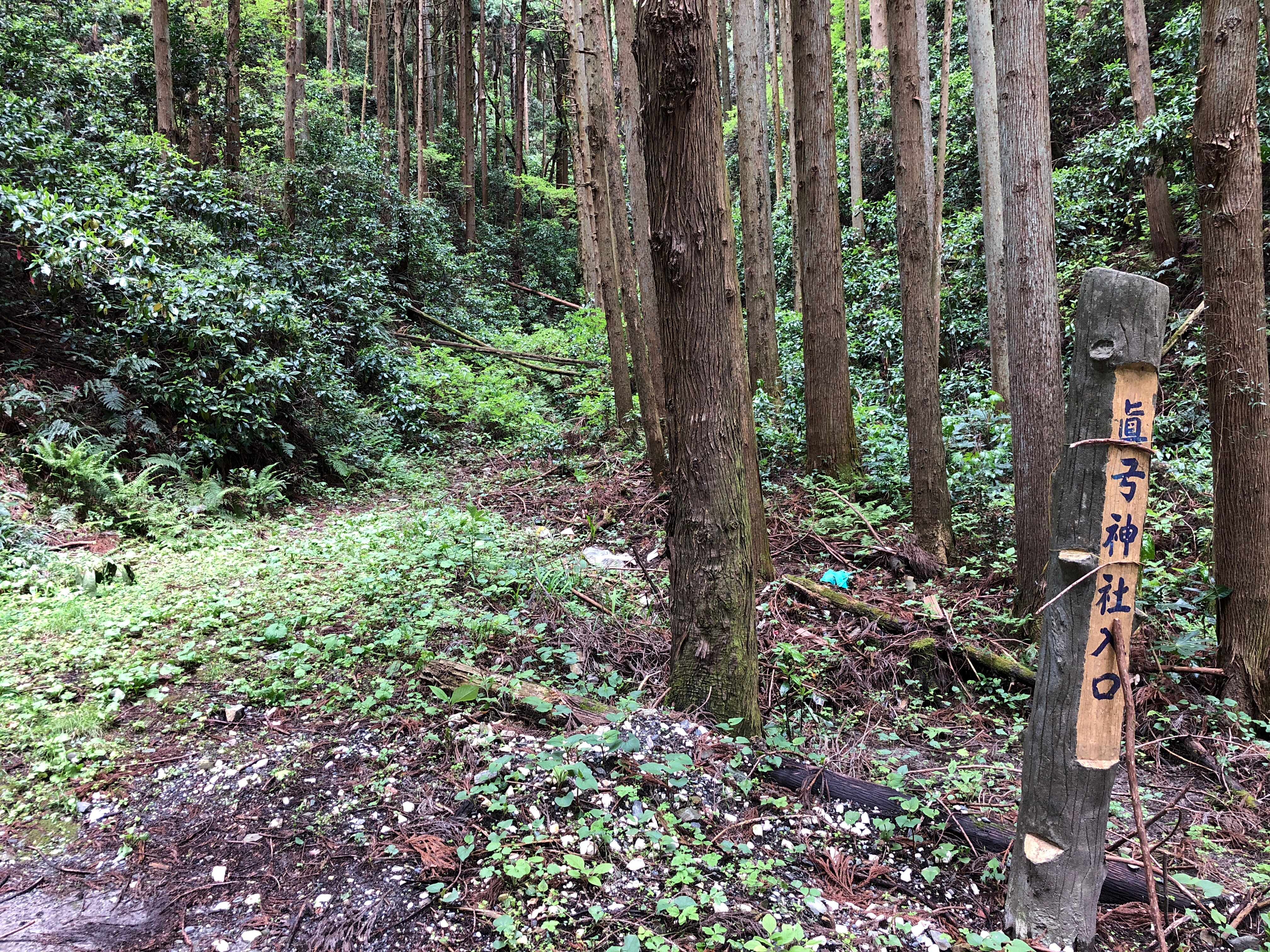
日立側にある旧真弓神社参道入口標柱
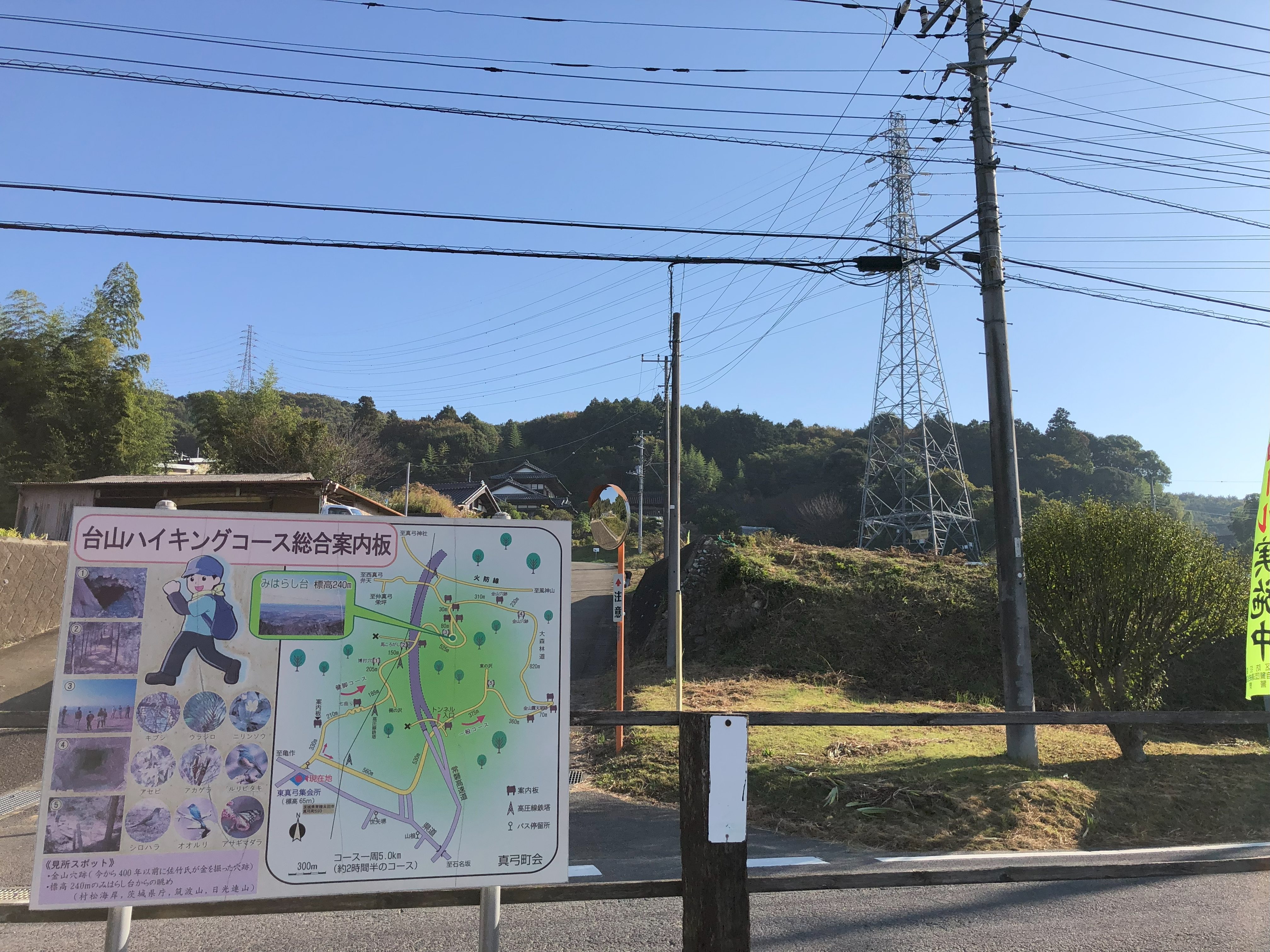
東真弓集会所に設置されている案内板

## 自然
爺杉は神社の北側斜面の中腹にある杉の巨樹で、茨城県内でも有数の大きさを誇る。1971年（昭和46年）12月2日、茨城県の天然記念物に指定された。幹周約9.6m、根元約12.8m、樹高約45m（指定時)。2011年現在、推定樹齢は約940年。近隣には夫婦杉と呼ばれる巨樹も存在する(2015年現在、推定樹齢約500年)。
真弓山一帯から産出する白い石（大理石）は、寒水石とも呼ばれ建築材として国会議事堂や偕楽園の吐玉泉井筒にも使用されている。この石には源義家や天狗にまつわる伝説があり白い石を持ち去る者は天狗の祟りに遭うという。水戸藩九代藩主徳川斉昭の代に弘道館碑の建立にあたり真弓山の寒水石を使用することが決定されるも嵐が続き工事関係者が天狗の祟りであると恐れおののくなか斉昭は白扇に「武士の 引立様と 曳く石を 真弓の神の いかで惜まむ」「我が国の 道をひろむる 石なれば 真弓の神の 祟りあるまじ」の二首を白扇に書し祈願したところ嵐が収まり無事石材の搬出が成ったという。斉昭が奉納した二首が刻まれた歌碑が真弓神社表参道一の鳥居前に建立されており往時のエピソードを伝えている。

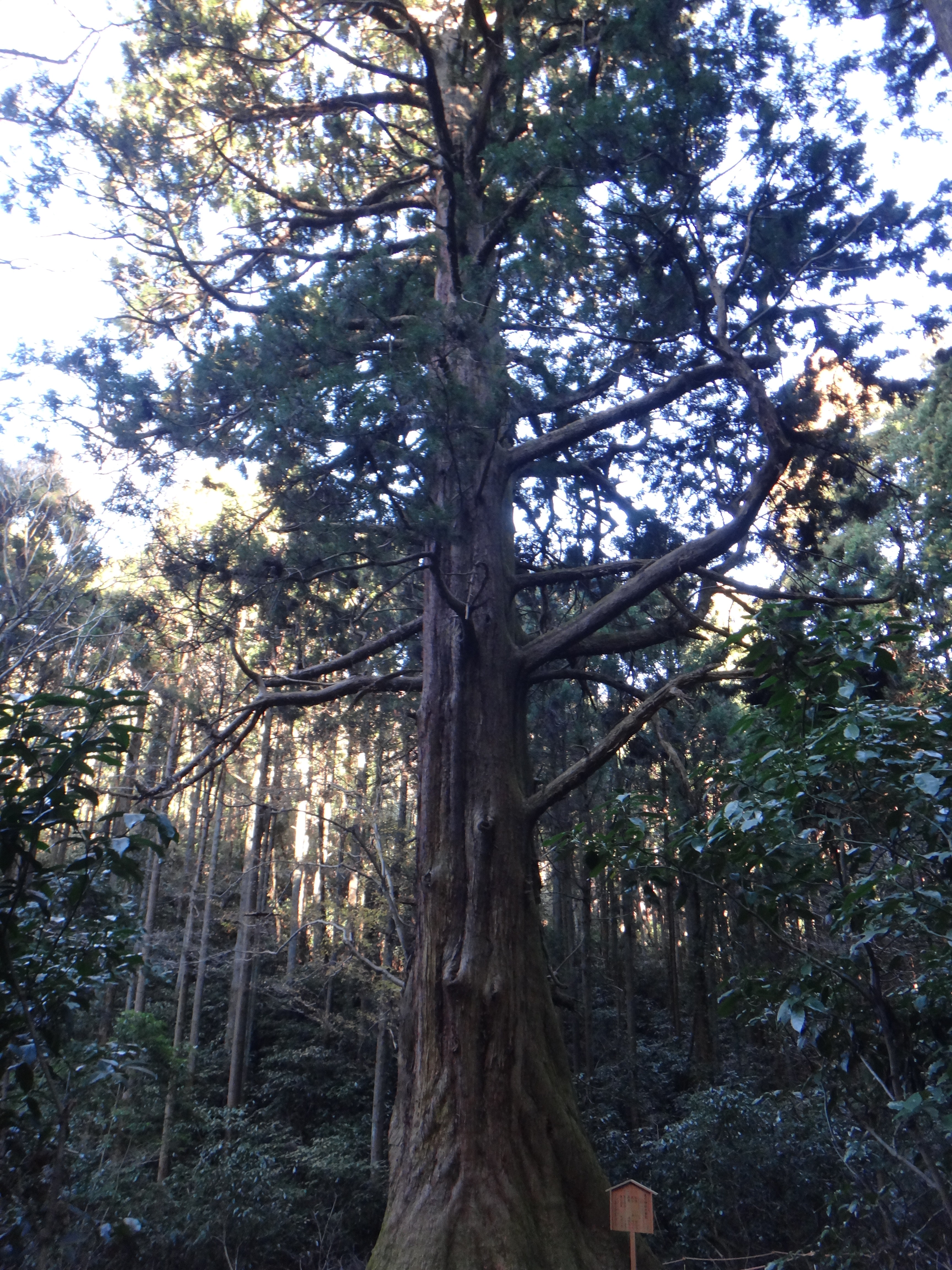
爺杉
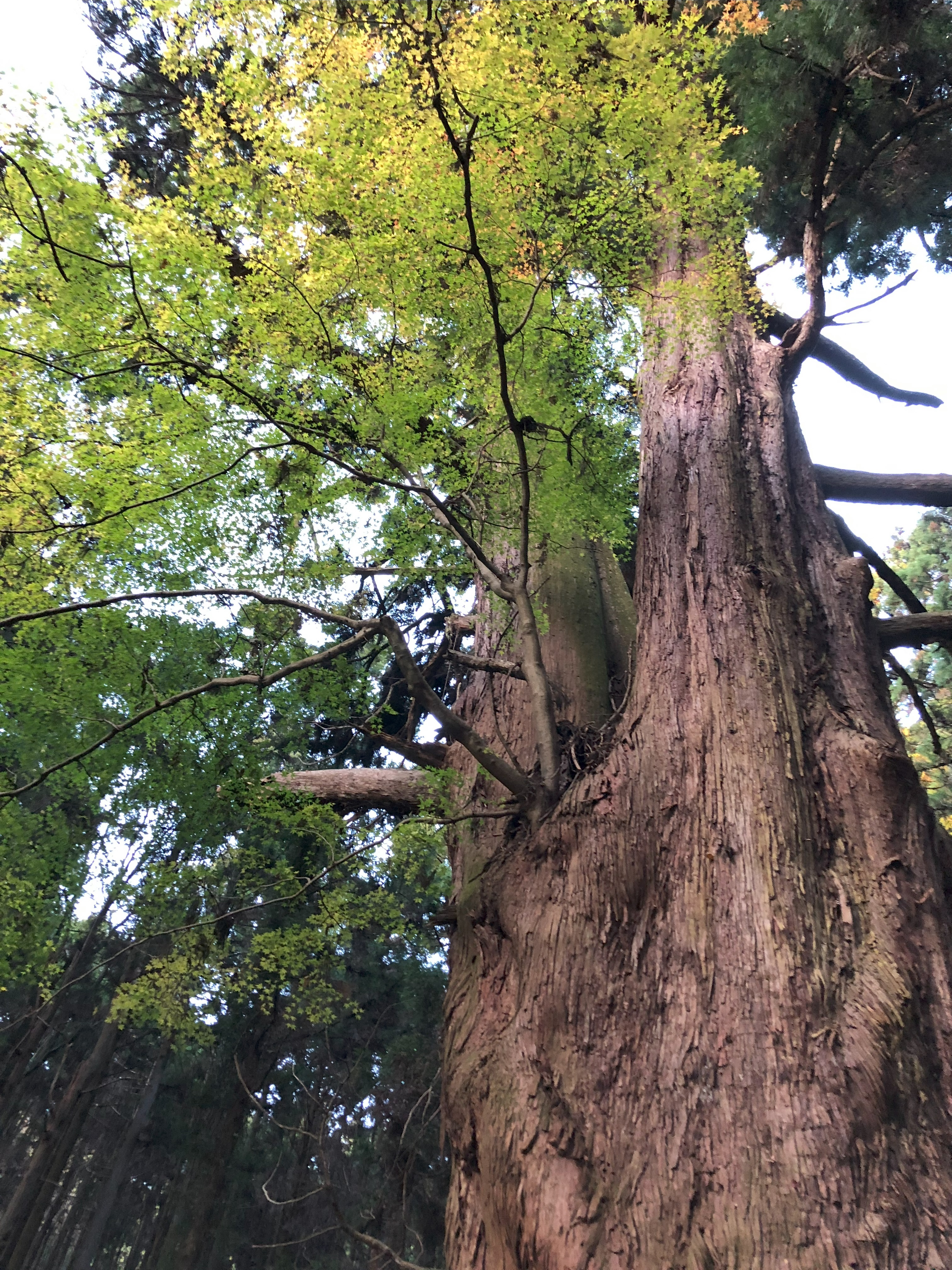
爺杉(左斜め前から)二股に分かれた部分から紅葉が成長している
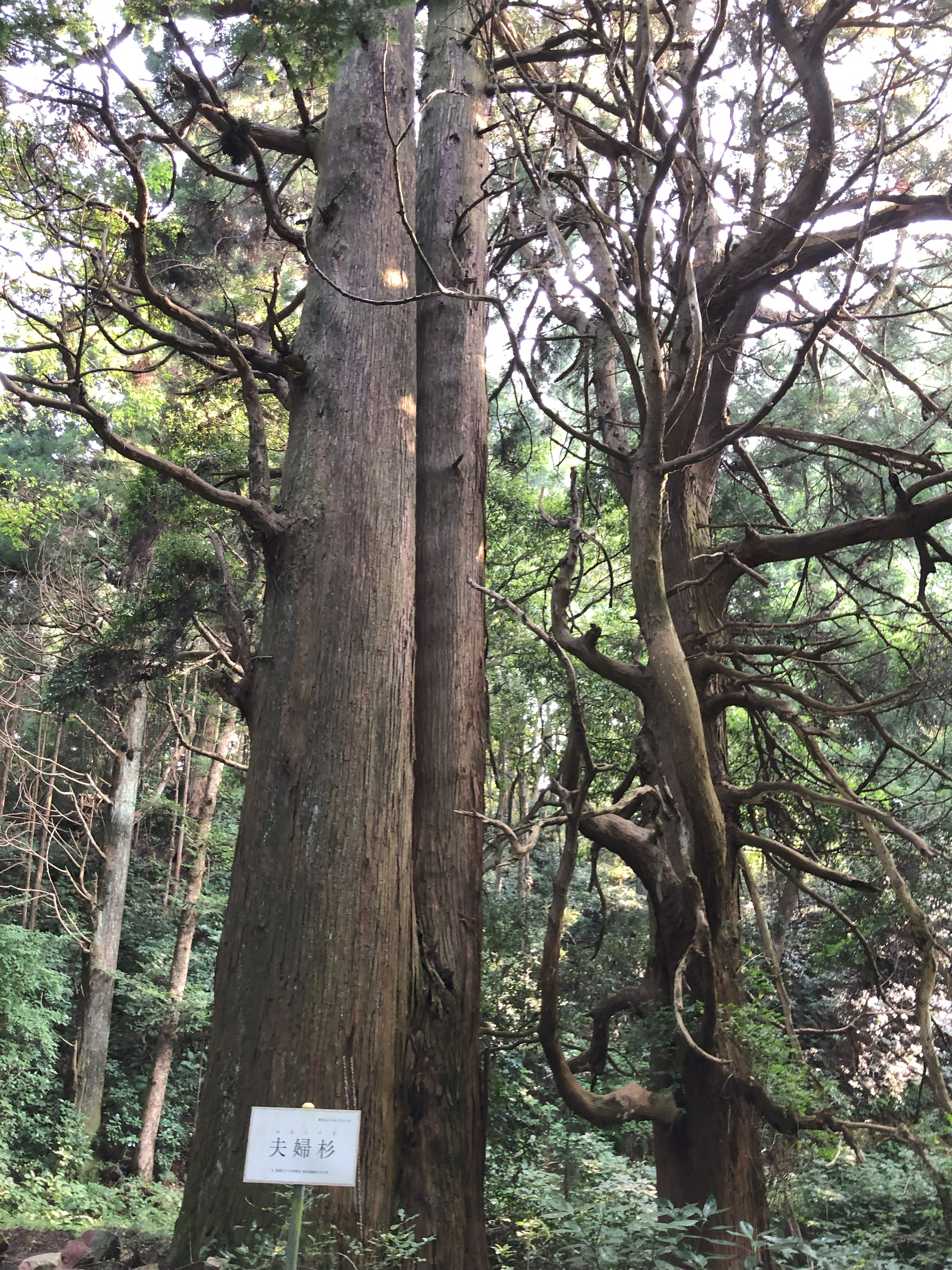
夫婦杉
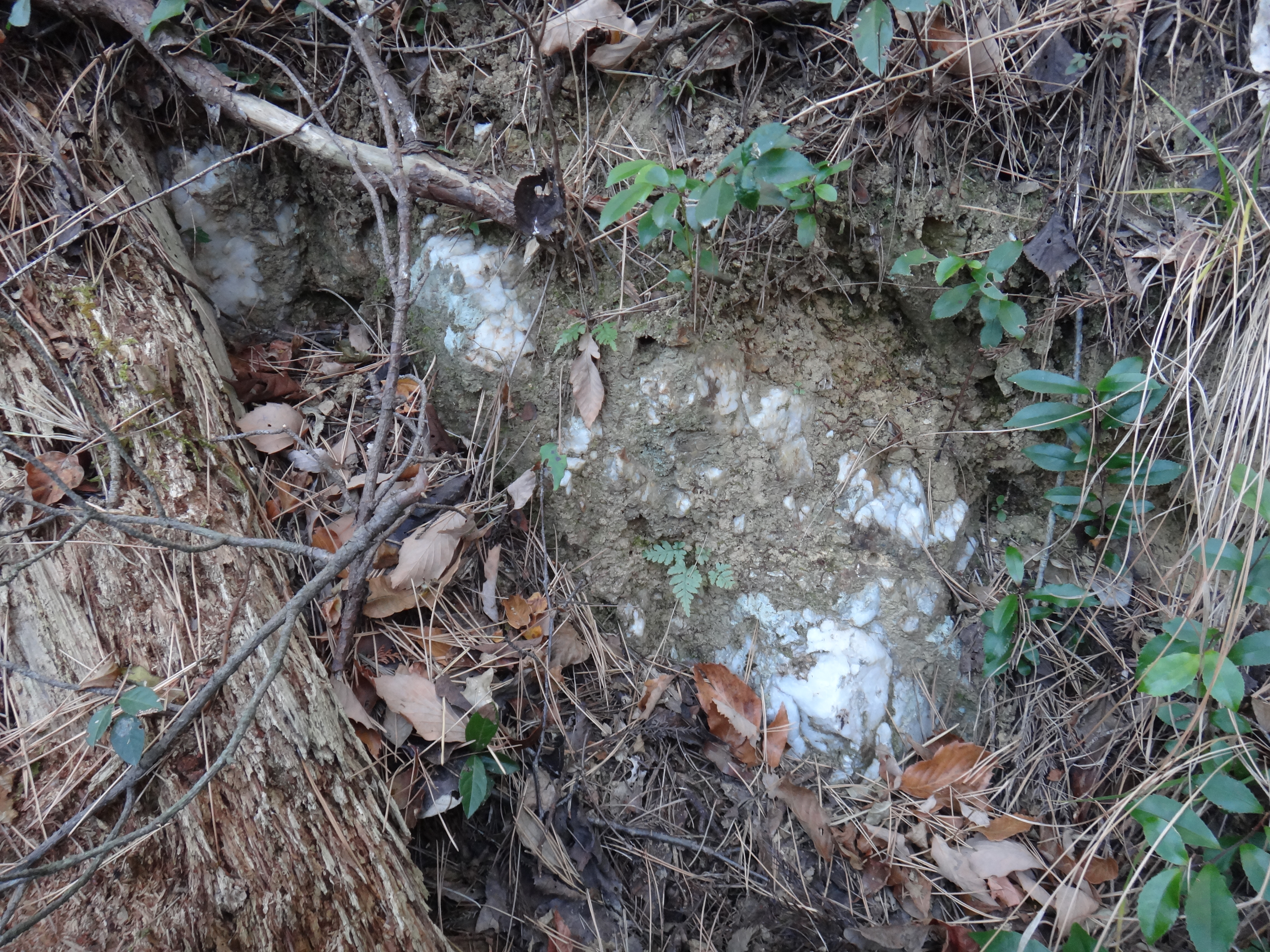
真弓山の白い石
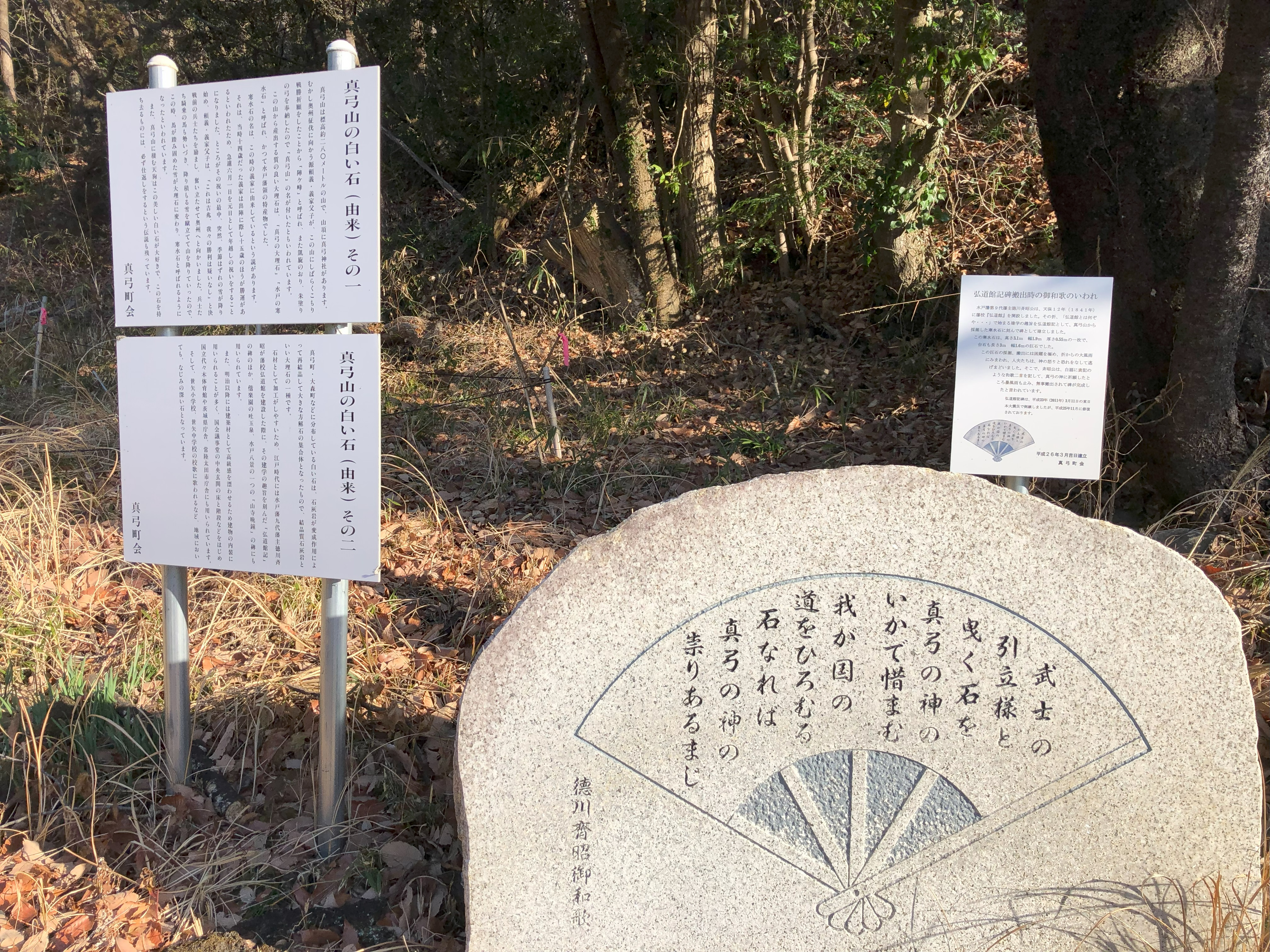
一の鳥居前に建立された”真弓山の白い石”搬出にまつわる徳川斉昭公の歌碑

## 交通
真弓山には茨城県道61号日立笠間線の一般車両不通区間が存在し、国土地理院地図でも真弓山域で県道色が分断されていることが確認できる。不通区間の道路自体は繋がっているが一帯が旭鉱末株式会社と常陸砕石株式会社の鉱山区となっており、日立側・常陸太田側双方にゲートが設置され一般車両の通行はできない。さらに日立側は2023年（令和5年）9月8日の集中豪雨により被災し大規模な路盤損壊や崩落が一部区間で発生しているため物理的に通行不能な状態が続いている(2024年1月現在)。この不通区間を解消する新道や真弓山を東西に貫くトンネルが計画されている。
風神山から真弓山方面に登る場合は常磐自動車道日立南太田インターチェンジから約10分。国道6号を日立・常陸太田方面へ向かい石名坂西の交差点を左折、道なりに茨城県道254号日立港線（山側道路）へ合流してすぐに風神山自然公園の道標があるので左折、つき当たりを右折して狭い道を登り詰めるとテレビ中継局の脇が駐車場（約20台）となっている。すぐ奥が風神山の山頂となっている。JR常磐線大甕駅からタクシーで約12分。
常陸太田側から登る場合は茨城県道156号亀作石名坂線沿いの西真弓集会所もしくは東真弓集会所の駐車場(ともに５台程度)が利用できる。西・東真弓集会所付近はJR常陸太田駅～JR大甕駅を繋ぐ茨城交通の路線バスが1時間に1本程度走っており、西真弓集会所起点の場合は「西真弓」「弁天入口」バス停、東真弓集会所起点の場合は「東真弓」バス停で下車。